# Sociologi
Sociologi är den vetenskapliga disciplin som med systematiska metoder undersöker samhällen, socialt beteende, mönster i sociala relationer, social interaktion och de kulturella uttryck som präglar vardagslivet. Sociologin är unik i samhällsvetenskapen till följd av att den studerar hela spektrumet från mikro- till makroperspektiv, vilket skiljer sig från  andra samhällsvetenskaper som ofta fokuserar på enskilda sociala delsystem.
Sociologins ämnesområde är brett och sträcker sig från mikroanalys av individuellt socialt handlande och agens till makroanalys av sociala system och sociala regelbundenheter. Tillämpad sociologisk forskning kan nyttjas inom bland annat socialpolitik, socialt arbete och välfärdsfrågor, medan mer renodlat teoretiska ansatser kan bidra till att öka förståelsen för sociala processer.
Sociologin har också många subdiscipliner som i sin tur har specifika tillämpningsområden och metoder. Några exempel på subdiscipliner är Datorunderstödd sociologi, Medicinsk sociologi, Urbansociologi, Socialpsykologi och Historisk sociologi.
Under 1900- och 2000-talet har sociologins metodologiska verktyg utvecklats i takt med teknologiska och epistemologiska förändringar. Den språkliga vändningen under mitten av 1900-talet ledde till en ökad användning av hermeneutiska metoder, samtidigt som datalogins utveckling givit sociologer nya beräkningsintensiva metoder.
Sociologisk kunskap har haft stort inflytande på samhällsvetenskaplig och humanistisk forskning under 1900-talet. Sociologiska perspektiv och teorier har exempelvis använts inom filosofi, politisk ekonomi, statsvetenskap, freds- och konfliktstudier och etnologin, vilket bidragit till att skapa allt mer tvärvetenskaplig förståelse för det samhälleliga livet. Sociologisk forskning har även påverkat den naturvetenskapliga forskningen, exempelvis genom vetenskapssociologiska studier av forskarsamhällen, laboratoriekultur och de sociala villkor som påverkar synen på evidens, metodval och vetenskaplig auktoritet.

## Sociologins historia
Sociologiska tankegångar har förekommit långt innan ämnet formellt blev en vetenskaplig disciplin. Både den grekiska och den kinesiska filosofin innehåller idéer som i efterhand kan förstås som proto-sociologiska, där samhällets funktion och individens roll i kollektivet diskuterades med intellektuell skärpa. Även i äldre poetiska och religiösa texter finns exempel på social och politisk kritik som pekar mot en begynnande förståelse av det sociala livets struktur. Under medeltiden utvecklades särskilt i den arabisktalande världen en tradition av historisk och social analys som lade grunden för mer systematiska tolkningar av samhällsförändring, maktförhållanden och kollektiva beteenden.
Först i modernitetens kölvatten blev sociologin en självständig vetenskaplig disciplin, detta i samband med upplysningstidens filosofi och tillhörande förnuftstro. Under den här tiden var den s.k kontraktualismen, som var retoriskt kraftfull, en vanlig samhällssyn men den byggde både på ohållbara hypoteser som dagens kontraktualister förkastat, och vissa antaganden som idag har vederlagts empiriskt. Historiskt har samhällen formats genom komplexa sociala processer, vilket innebär att kontraktualismen främst fungerar som ett normativt ramverk snarare än en direkt beskrivning av samhällelig utveckling. I kölvattnet av koloniseringen och triangelhandeln som var centrala för industrialiseringen kom livsvillkoren i Europa snabbt att förändras. Urbaniseringen, den snabbt ökande handeln och vetenskapstörsten skapade nyfikenhet inför de stora samhällsomvandlingarna. Sociologins ursprung bär därför spår av både socialfilosofi och historiografi som empiriskt orienterad kunskapsproduktion. Tidiga tekniker för befolkningsundersökningar och resurssammanställningar, som Domesday Book, kan anses förebåda moderna empiriska metoder. På så vis växte sociologin fram ur en mångfald av intellektuella traditioner, men konsoliderades som ett eget vetenskapligt fält i takt med den moderna världens framväxt.

### Det antika Grekland
Det sociologiska tankegodset hos de antika grekerna anknyter till deras omedelbara livsföring. Till följd av hur sällsynta expansiva centraliserade samhällsapparater var, fanns det en grogrund för det lokalt förankrade och diskussioner kring sociala fenomen florerade relativt fritt i de antika grekernas tankevärldar. Proto-sociologiska observationer finns i grundläggande texter inom västerländsk filosofi, exempelvis hos Herodotos, Thukydides, Platon och Polybios. Ett metodologiskt ursprung kan även spåras tillbaka till den s.k Domedagsboken, vilken beställdes på order av Englands kung Vilhelm Erövraren år 1086.

### Medeltiden

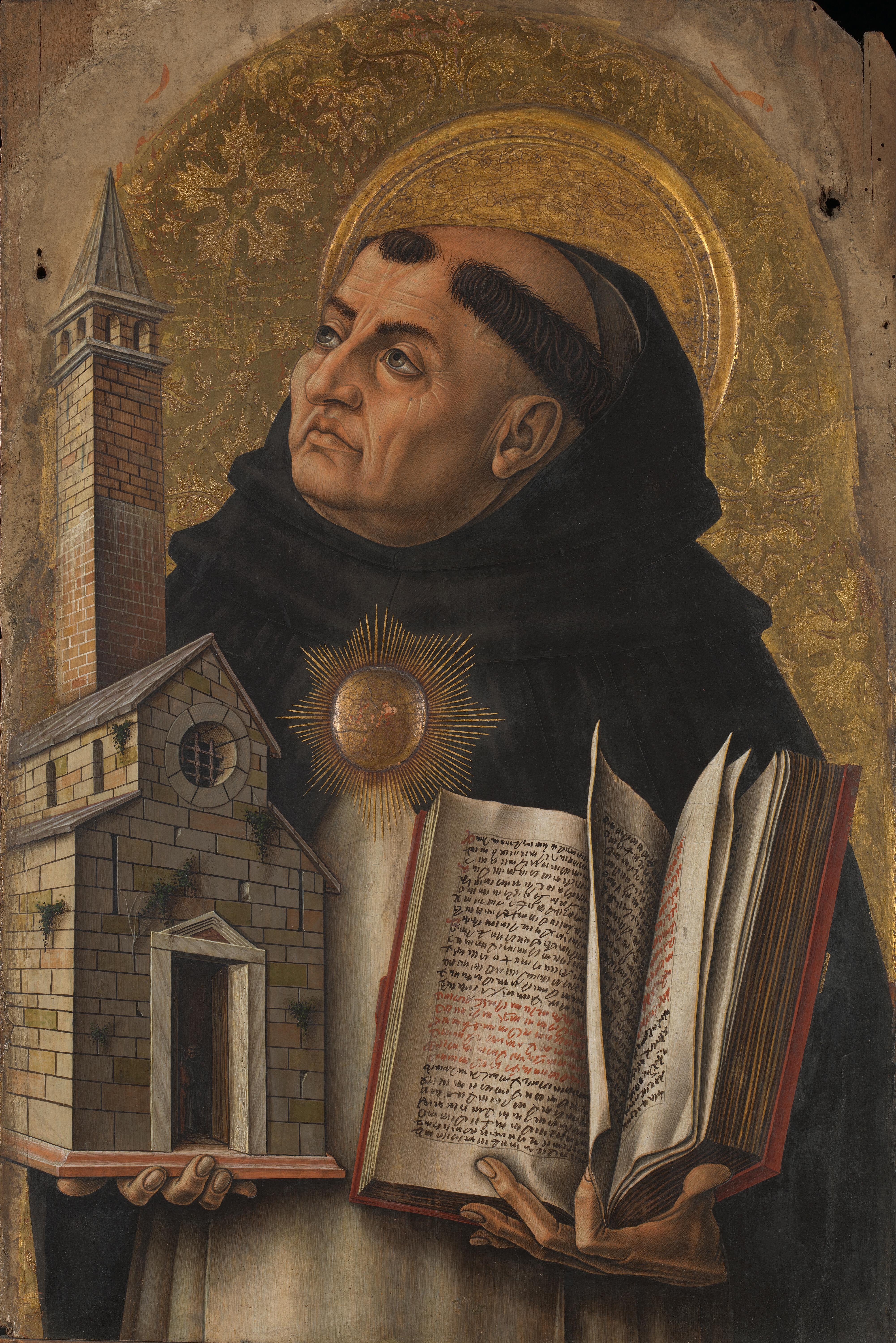
Aquinas ~1225–1274

Till följd av att det medeltida samhället var totalt genomsyrat av religion, påverkades även det samhälleliga tänkandet starkt av strikta teologiska och kyrkliga normer. Bland västerländska tänkare från denna period som berörde samhällsordningen kan Thomas Aquinas nämnas. Det dominerande bidraget från medeltiden till samhällsvetenskaplig kunskap var dock inte nya idéer, utan snarare institutionaliseringen av universiteten under 1100- och 1200-talet, vilka lade grunden för systematisk utbildning och vetenskapligt tänkande.
Runt 1200- till 1300-talet skedde även en förändring i synen på mänsklig aktivitet och samhällsroller. Intellektuella blev i ökande grad inordnade i lönearbete, vilket innebar en formalisering av deras sociala funktion i samhället genom mer ordnade former för utbildningssväsendet. Arrangemang som liknade dagens förvärvsarbete, vilket var ett relativt nytt socialt fenomen under denna tid.

### Tidigmodern tid
Under den tidigmoderna tiden, mellan medeltid och modernitet, var hela den samhälleliga ordningen satt i gungning tills dess att den moderna staten alltmer kom att ta över kyrkans dominerande roll över det samhälleliga. I takt med att varuhandeln ökade i snabb och lönearbete allt mer formaliserades fick kapitalet mer inflytande över det sociala livet. Behovet av byråkrater och jurister vana vid rättsskipning enligt rättsdomatisk modell och dubbel bokföring blev också större. Under 1500 och 1600-talet sågs sedan ytterligare en våg av universitetsexpansion, och naturvetenskapen började ta fart.

#### Sent 1600-tal till 1800-tal
I det protestantiska Tyskland önskade sig staten bättre information och teknik för bearbetning av denna information. Då föddes statsvetenskapen, som under den här tiden var synonym med sociologin. Disciplinen växte fram i och med behovet av att kunna förvalta ett mer avancerat samhälle. I denna miljö växte en stor del konfliktteori fram. Senare började en mer långtgående differentiering av samhällsvetenskaperna förekomma, varpå sociologin grundades som en självständig disciplin. Under samma period verkade franska aristokrater, bland annat Montesquieu och Tocqueville, för att producera och systematisera tänkande angående samhället.   

#### Comte och positivismens uppkomst

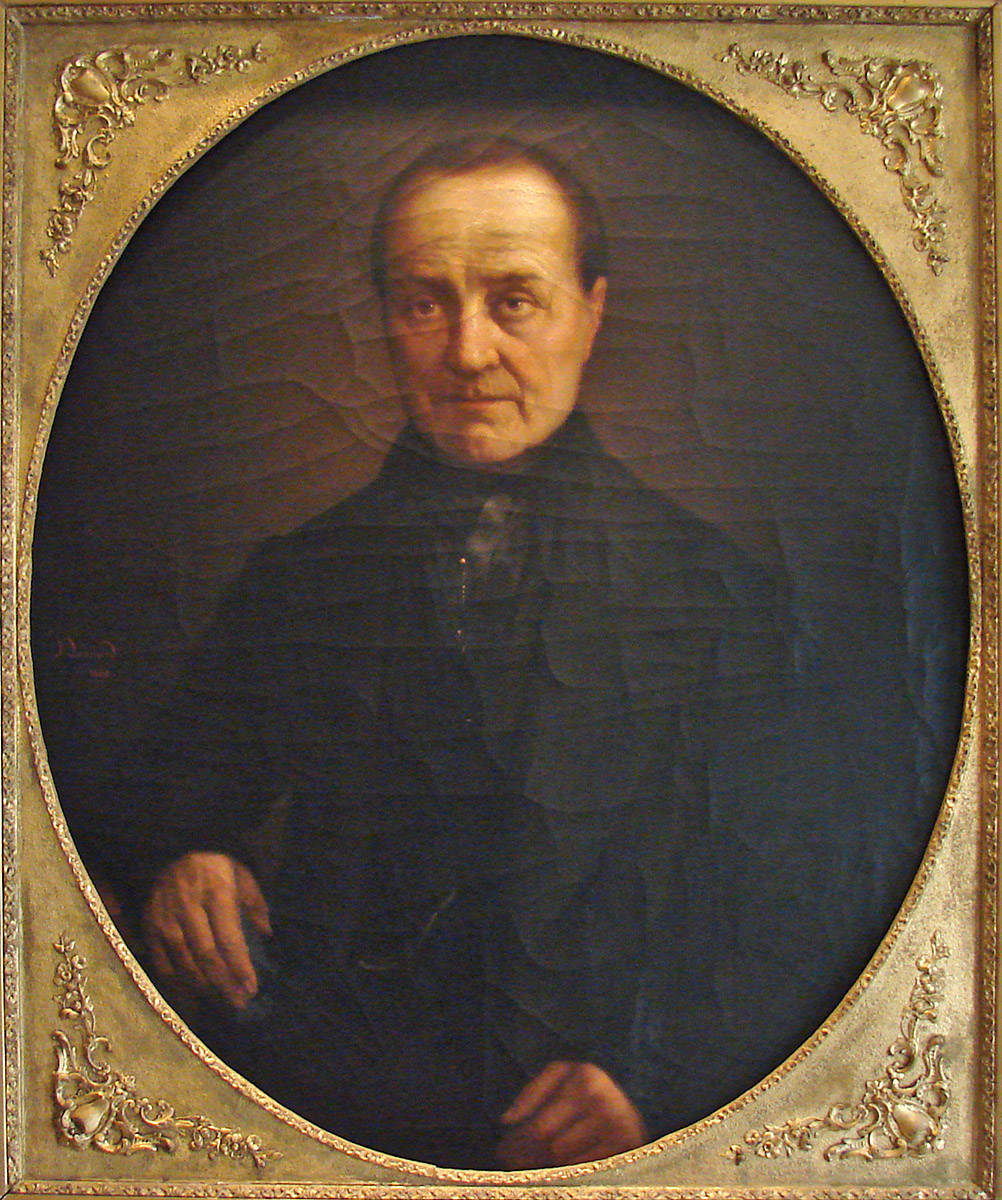
Comte 1798–1857.

En sorts stadielära kulminerade också under den här tiden hos positivismens fader, sociologen Auguste Comte. Hans tidiga verk utövade ett stort inflytande över samhällsvetenskapens utveckling i västvärlden. Comtes tänkande hade sin grund i en djupt konservativ, närmast reaktionär katolicism, som blickade tillbaka mot medeltiden – en period som inte präglades av den individualism, anomi och instabilitet som moderniteten hade fört med sig. Comte uppskattade varken reformationen, franska revolutionen eller revolutionerna 1848. 
Comte var en mycket duktig matematiker och polyhistor, således var han bevandrad inom den samtida fysiken, och studerade också biologi och kemi. På ett närmast aristoteliskt vis nyttjade han sin kunskap i de övriga discipliner han behärskade för sitt eget intellektuella projekt, där sociologin för Comte var "kronan på verket" av alla vetenskaper. Comte önskade förkasta alla metafysiska abstraktioner (exempelvis de platoniska formerna, Rousseaus tankar om "rättigheter" och Hobbes Idéer om "naturtillståndet") till förmån för en helt positvistisk vetenskapssyn, utan essentialistiska resonemang. 

#### Sent 1800-tal: vidare institutionalisering och tyskt intresse
Efter Comte kom tyskarna att visa stort intresse för sociologin, där bland andra Ferdinand Tönnies, Max Weber och Georg Simmel kan nämnas. De bidrog till att utveckla sociologin som akademisk disciplin och formulerade centrala begrepp och metoder som fortfarande används. Sociologins formella institutionalisering som akademisk disciplin började dock i Frankrike när Émile Durkheim grundade den första sociologiska institutionen vid Université de Bordeaux 1895. Året efter grundade han också den vetenskapliga tidskriften L'Année Sociologique. 

#### Sociologin etablerar sig i Nordamerika (1875-1900)
I Nordamerika gav William Graham Sumner den första kursen i "sociologi" år 1875, med influenser från Comte och Herbert Spencer snarare än Durkheim. År 1892 grundades det första oberoende sociologiinstitutet vid University of Chicago av Albion W. Small, som också startade American Journal of Sociology 1895. Den nordamerikanska sociologin utvecklades någorlunda självständigt från den europeiska sociologin, med inflytelserika tänkare som George Herbert Mead och Charles H. Cooley, som bidrog till den symboliska interaktionismen.

### 1900-tal och 2000-tal

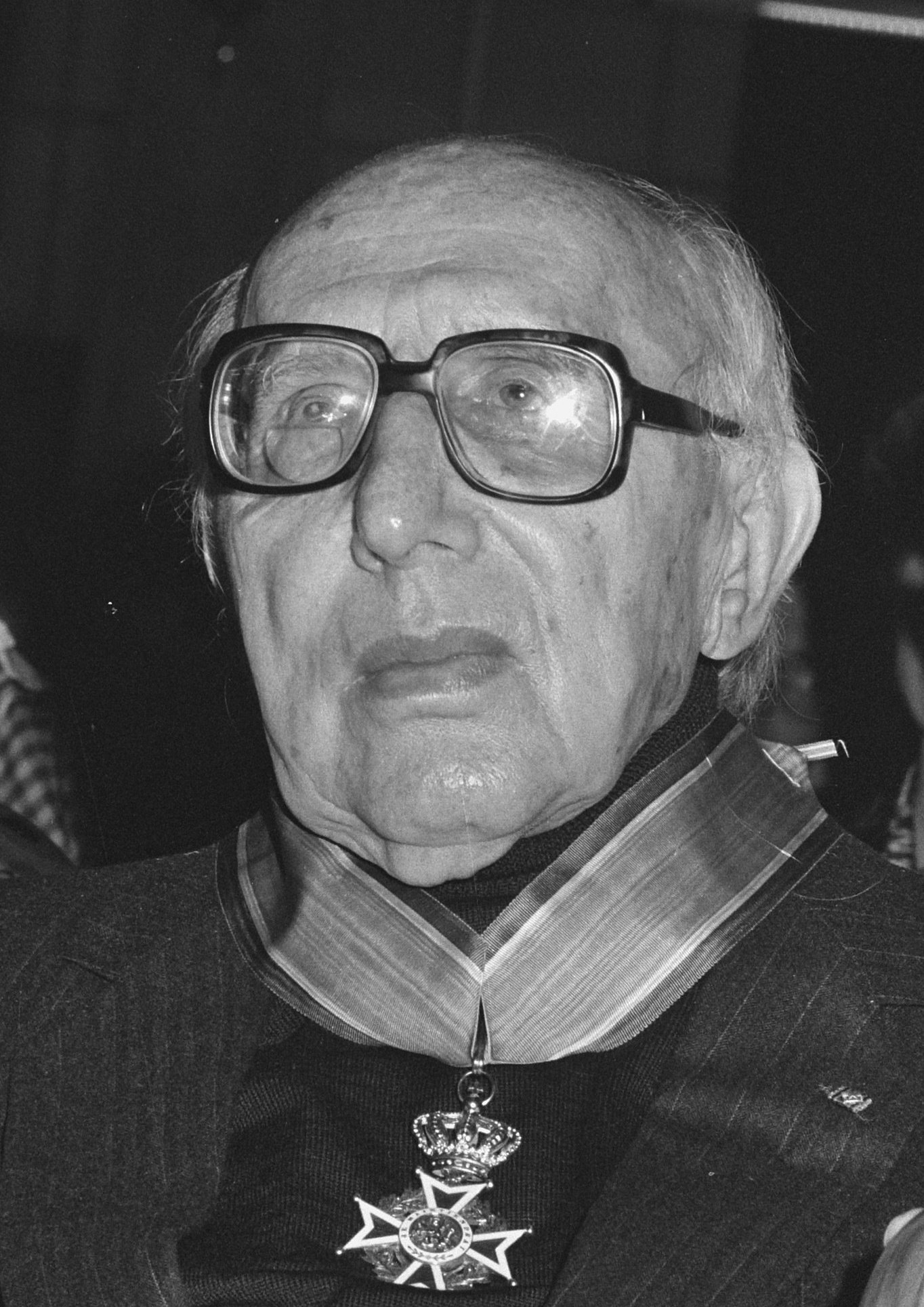
Elias 1897–1990.

#### Efterkrigstiden
Efter andra världskriget växte sig två strömningar starka inom sociologin. Dels strukturfunktionalism, grundad i Parsons och Mertons teorier. Strukturfunktionalismen fokuserade primärt på frågan om hur social ordning skapas och upprätthålls, samt vilken funktion olika samhälleliga fenomen har för sådan ordning. Men även sociologin inspirerad av Karl Marx tänkande, med fokus på det kapitalet och produktionssättets samhälleliga konsekvenser, särskilt för folkflertalet. Den första generationens humanekologer som exempelvis E.R Park, var också sociologer verksamma vid University of Chicago i den så kallade Chicagoskolan.

#### Pax Wisconsana
Medan vissa konfliktorienterade synsätt alltmer kom att få popularitet i USA, gick mittfåran av disciplinen mer mot en variant av empiriskt grundade mesoteorier utan antaganden om övergripande samhälleliga ramverk. Detta kom att reflekteras i den sociologiska institutionen vid Wisconsin–Madison-universitet. Akademikerna här verkade genom att ta sig för enskilda projekt utan någon större debatt kring det hela. Merton var en inflytelserik person här. Man menade ofta att mer övergripande teoribildning var "slöseri med tid".

#### Strukturalism
Den strukturalistiska rörelsen har sina rötter primärt i Durkheims verk, som tolkat av två europeiska skolbildningar. Giddens och de Saussure, vars strukturalistiska teori implementerar delar av De Saussures lingvistiska teori och Lévi-Strauss teoribildning. I den här kontexten förstås inte struktur som social struktur, utan en semiotisk förståelse av mänsklig kultur som ett teckensystem.
Det fanns också en annan samtida strukturell traditionen från the American School of social network analysis under 1970 och 80-talet, som drevs på av the Harvard Department of Social Relations under ledning av Harrison White och hans studenter. Denna strukturalistiska tradition argumenterar för att strukturalism snarare ska förstås som nätverk av mönster i sociala relationer, snarare än att förstås semiotiskt. Så till skillnad från Levi-Strauss, anser denna tradition att Radcliffe-Brown snarare hade mer att bidra med.

#### Samtiden
Sedan 1980-talet har sociologin förgrenat sig in i en stor mängd olika teoretiska riktningar och fält, som lett till att vissa sociologer varnat för att ämnets kärna riskerar att gå förlorad. Bland sociologer som varit särskilt inflytelserika under det sena 1900 och tidiga 2000-talen kan ett stort antal namn räknas in, exempelvis Bourdieu, Collins, Chodorow, Giddens, Goffman, Granovetter, Beck, Illouz, Hochschild, Lamont och Elias.

## Teoretiska traditioner

### Klassisk teori
Den samtida sociologiska vetenskapen är teoretiskt multiparadigmatisk precis som alla andra samhällsvetenskaper förutom nationalekonomin. Den amerikanska sociologen Randall Collins har identifierat fyra breda traditioner gällande sociologisk teori; funktionalism, konfliktteori, symbolisk interaktionism och anglosaxisk rationalism, som här anses representera de levande traditionerna inom samtida sociologi. Det finns ingen definitivt tydlig sociologisk kanon, men klassiska teoretiker som brukar nämnas är Comte, Marx, Durkheim, Georg Simmel och Weber.

### Samtida sociologisk teori
Den moderna sociologiska teorin har sina rötter i olika grad från de klassiska teoretikerna, inklusive deras symbolisk-interaktionistiska synsätt på social interaktion. Även om den anglosaxiska rationalismen vanligtvis förknippas med politisk ekonomi, är den också ett perspektiv inom sociologisk teori. Samtida sociologisk teori är ofta påverkad av den klassisk teoribildningen, men det betyder inte att de är ömsesidigt uteslutande.

### Konfliktteori
Huvudartikel: Konfliktteori
Medan funktionalistiska teorier lägger sin tyngdpunkt i de samhälleliga systemens sammanhållning, brukar konfliktteorier kritisera samhället och lägga tonvikt på ojämlikhet mellan olika grupper. 
De grundläggande antaganden lyder:
- Människor har förmåga att i varje fall någorlunda identifiera sina intressen.
- Samhällen kan gynna eller missgynna olika grupperingar.
- Konflikt är i någon mån oundvikligt i och mellan sociala grupperingar.

Konfliktteori har historiskt tenderat att lägga tonvikt på en materialistisk metod samt att ha ett kritiskt öga riktat mot den rådande samhälleliga ordningen, som i regel inte ses som evigt naturgiven. Konfliktteori lägger även tonvikt på maktordningar samt den rådande samhälleliga ideologin. Kritisk diskursanalys är en vanligt förekommande sociologisk metod som utgår från ett konfliktperspektiv, och om det finns ett empiriskt underlag kan synliggöra ojämlika maktrelationer och eventuellt förtryck inom samhällsstrukturer och institutioner.

### Symbolisk interaktionism
Huvudartikel: Symbolisk interaktionism
Symbolisk interaktionism är en sociologisk tradition som sätter fokus på det meningsskapande i aktörers sociala aktiviteter och det empiriska i hur dessa sociala processer fortskrider, vanligtvis via mikrosociologi. 
Traditionen fokuserar på att skapa ett ramverk för teoribyggande som betraktar samhället som en produkt av de vardagliga interaktioner människorna tar sig för. Samtidigt uppfattas individen som en produkt av samhället på så vis att individen skapar en självbild och en föreställningsvärld genom sina interaktioner med samhället. Exempelvis lönearbete, vore för den symboliska interaktionismen något som skulle kunna ses som en samling små vardagliga aktiviteter. Människan kan anse sig behöva pengar, trots att pengarna är fiatvaluta och således lönearbetar hon. Här är schemat viktigare än självaste aktiviteten, eftersom det är det symboliska i handlingen som räknas. Pengarna i sin tur får blott sin reella "kraft" i termer av att de anses vara värda någonting. Till följd av att de anses vara värda något kan lönearbetaren nyttja dessa för att se till att erhålla exempelvis tak över huvudet och proviant under en viss period. 
Symbolisk interaktionism ser följaktligen samhället som den delade (symboliska) verkligheten vilka människorna gemensamt konstruerar när de interagerar med varandra. Människorna nyttjar en symbolisk kommunikation för att nå sina mål. Till följd av detta ser de symboliska interaktionisterna samhället som en komplex och ständigt utvecklande "mosaik" av meningsskapande aktiviteter. 
Vissa kritiker av symbolisk interaktionism menar att perspektivet är historielöst i att den inte ser kulturella effekter på sociala fenomen. Exempelvis socialhistoriska strukturer, såsom hur personer kan komma att bli betraktade som rasifierade eller ha en ofördelaktig ställning till följd av en genusordning.

### Funktionalism
Huvudartikel: Strukturfunktionalism
Funktionalism är en teoretisk tradition som fokuserar på att förstå samhällets strukturer och hur dess olika delar fungerar tillsammans för att upprätthålla ordning och stabilitet. En av grundprinciperna i funktionalismen är att samhällets olika delar, eller "delsystem", har en nödvändig funktion för att upprätthålla helheten.
Funktionalister liknar ibland samhällets delsystem med organ i en kropp som arbetar tillsammans för att upprätthålla den totala hälsan. Spencer var en tidig förespråkare av denna metafor, medan Durkheim förklarade teorin mer formellt och tillämpade den på empiriska observationer av sociala regelbundenheter.
Enligt funktionalismen, för att förstå samhället som en helhet måste man studera hur dess olika delar samverkar och samverkar med varandra för att upprätthålla stabilitet.
Detta perspektiv har kritiserats för att negligera sociala konflikter och maktstrukturer, men det fortsätter att vara en viktig teoretisk inriktning.

## Klassiska sociologiska teoretiker

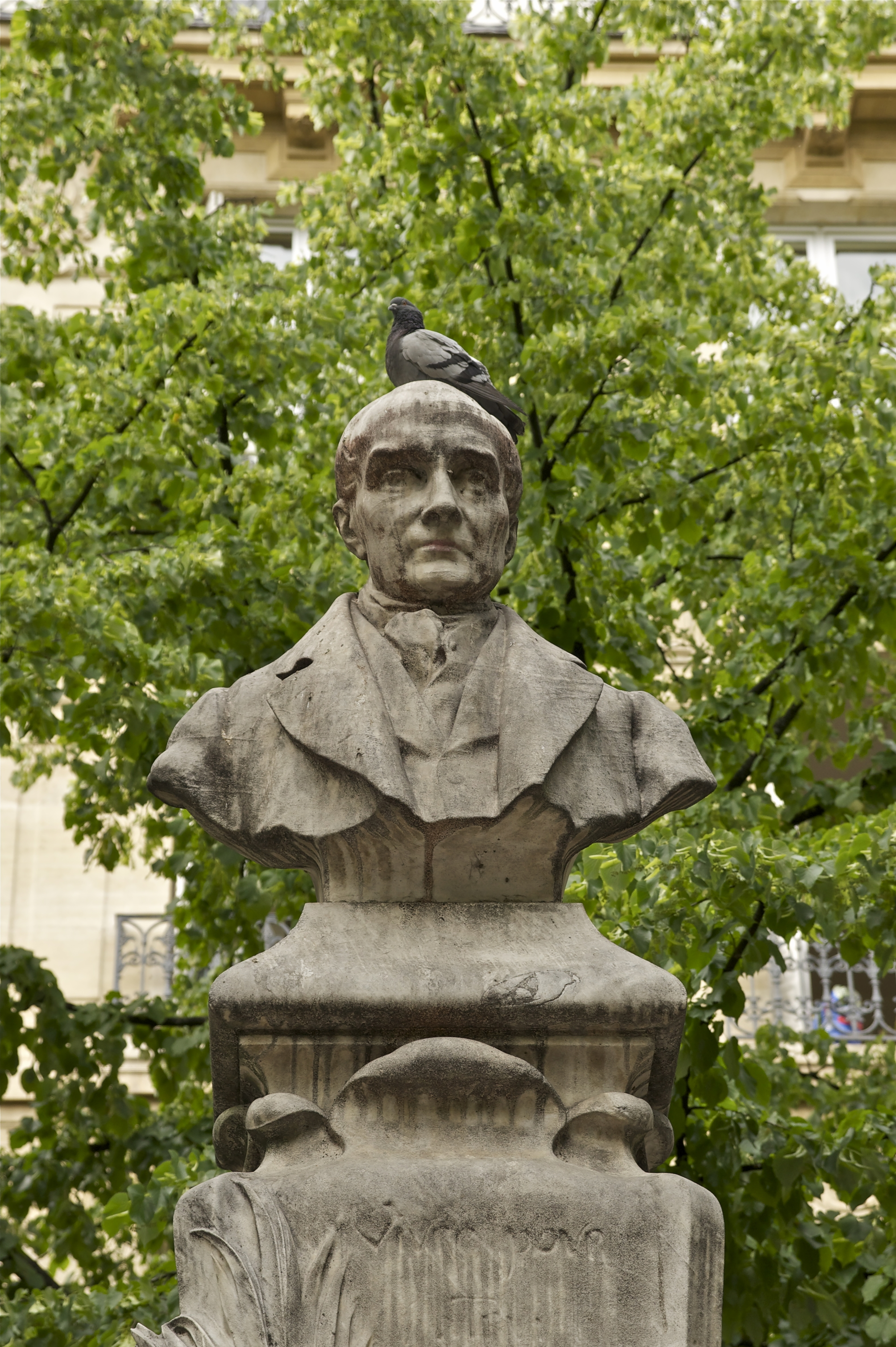
Toppen av en staty föreställande Auguste Comte.

### Auguste Comte
Sociologin hade en dubbelhet för Auguste Comte, den var inte vilken vetenskap som helst, den var inte bara vetenskapen om samhället, utan den var vetenskapen som kom efter alla andra vetenskaper. Som den slutgiltiga vetenskapen måste den brottas med att koordinera utvecklingen för alla andra vetenskaper och kunskapsmassan. Sociologin var för Comte följaktligen vetenskapen på absolut högst abstraktionsnivå. I och med sociologins grundande ansåg Comte att kunskapen hade tagit sig ett grepp om den sista domän som tidigare hade förringats och setts som totalt otillgänglig för kunskapen. 
Många människor trodde på den här tiden att sociala fenomen var så enormt komplexa att det omöjligen gick att tillägna sig någon som helst kunskap om dem.
Enligt Comte konstituerade grundandet av den samhälleliga vetenskapen en vändpunkt för mänskligheten. Det blev först nu möjligt för människorna att erhålla ett visst inflytande över sitt kollektiva öde och förkasta en viss del av vidskepelsen från tidigare epoker. För att garantera en harmonisk utveckling av den vetenskapliga totaliteten, var en vetenskap tvungen att axla en dominant ställning. Denna ställning hade tidigare spelats av matematiken, men Comte var angelägen om att påminna om att "en vagga inte är en tron".
För Comte var människans uppfattning om sig själv tvungen att ta den ledande positionen i den totala kunskapsutvecklingen. För Comte kunde alltså ingen hävda sig vara sociolog om de inte hade en solid, rent encyklopedisk bildning. Bildningen fick inte ha någon plats för samtida konstruktioner som exempelvis "ekonomi" som Comte knappast aktade, utan skulle snarare lägga tonvikt vid biologin, vilken Comte såg som den första vetenskapen som överhuvudtaget hanterade organiserade varelser. Comtes syn på sociologin skiljer sig dock väsentligt från de flesta samtida sociologers syn på sociologin.

Comtes teori angående vetenskapen - Fält som sociologi, matematik, biologi, kemi och fysik rangordnas i en hierarki gällande forskningsomfång, respektive komplexiteten i de teoretiska verktygen i relation till komplexiteten i det empiriskt undersökta.

#### Positivismen
Detta avsnitt är ett lätt modifierat utdrag ur artikeln Auguste Comte.
Comte lade grunden till positivismen och var den förste som satte denna filosofiska åsikt i system. Enligt positivismen råder en likhet mellan samhällsvetenskap och naturvetenskap.
Det fanns enligt honom tre former av världsåskådning: den teologiska, den metafysiska och den positiva.
Comte menade att inom varje särskilt område för eftertanke börjar människan med den teologiska, fortgår till den metafysiska och slutar med den positivistiska världsåskådningen. 
Det första stadiet i Comtes teori är den teologiska världsåskådningen som ser allt som om att det styrs av levande viljor. Till exempel kan en sådan världsåskådning uppfatta naturföremål som besjälade eller tro att naturen påverkas av högre väsen. Det andra stadiet är den metafysiska världsåskådningen som skiljer mellan det konkreta tingen och det inre väsendet som ligger till grund för dess egenskaper och yttringar, men uppfattar detta väsen som en omedveten och begreppsartad verklighet. Det tredje stadiet, det positivistiska, är enligt Comte den första verkligt vetenskapliga världsåskådningen. I det positiva stadiet består kunskap av lagar baserade på empirisk observation, snarare än på spekulation. Comte applicerar detta sätt att indela olika försök till världsförklaring på alla områden av det mänskliga vetandet. 
Enligt positivismen är människans kunskap inskränkt till företeelserna och, strängt taget, till deras lagar eller konstanta förhållanden. 
I Comtes teori angående vetenskapen (se bild) ter sig varje ny vetenskap mindre exakt till följd av den ökande komplexiteten. Senare vetenskaper är alltså baserade på tidigare vetenskapers landvinningar. Vetenskaper klassificerade som tidigare, är alltså "mindre avancerade" än de senare. Enligt Comte är sociologin är således "kronan på verket" av vetenskaperna, men till följd av detta, också minst exakt av de hittillsvarande vetenskaperna.

### Max Weber
I Max Webers verk studerade han både samhällsstrukturernas inverkan på sociala handlingar och de mekanismer som ligger bakom de mänskliga aktörernas förändring av dessa strukturer. Kant och Nietzsche spelade också en viktig roll för Weber och han sökte liksom Marx att transcendera den tyska idealismen.

#### Antipositivistisk metod och aktörssyn
Genom sitt antipositvistiska perspektiv tolkade Weber aktörers motiv och avsikter för att komma fram till en förståelse för deras handlingssituationer samt finna en förklaring till dem mänskliga handlingarnas mönster i dess bestämda historiska situationer. Webers verstehen-metod grundas på hans definition av sociologi, som går ut på att förstå (verstehen) människors agerande, för att sedan kunna förklara (erklären) det samhälleliga. Weber följde i Windelbands anda och menade att historisk och kulturell kunskap är distinkt från naturvetenskaplig kunskap. Medan beteende i princip kan analyseras enligt en positivistisk metod för att etablera regelbundenheter kring beteende, kan handling enbart tolkas i relation till de godtyckliga menings- och värderingstillskrivelser som aktörerna har och producerar. Weber var alltså intresserad av att förstå grunderna till den enskilda människans mer eller mindre godtyckliga handlande.

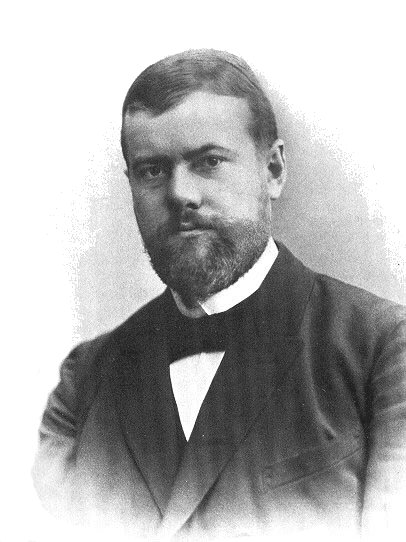
Max Weber 1864–1920.

Weber fokuserade mer på den sociala strukturen än exempelvis Mead och relaterade handlandet till den. Enligt Weber bör sociologin användas för att analysera historiska samspel mellan aktörer och deras samhällsramar. Resultaten av dessa analyser bör sedan kopplas till praktiska behov av att förstå olika handlingssätt. Om sociologin blev framgångsrik kunde den indirekt påverka samhällsutvecklingen som helhet. Men sociologin och andra samhällsvetenskaper skulle inte blanda sig i politiken, utan observera värderingsfrihet ("wertfreiheit").
Weber tillskriver alltså individerna en stor betydelse i förhållande till det strukturella. Samtidigt var han väl medveten om strukturerna och de sociala normernas styrka. Weber var kluven i sin syn på det mänskliga förnuftets utveckling, det vill säga rationaliseringsprocessen i samhället. Weber hävdade på sin tid att kapitalism i kombination med en duglig byråkrati var den bästa och förnuftigaste samhällsformationen.

#### Prediktioner
Samtidigt som Weber ansåg att byråkrati var bra, varnade han för den ökade byråkratiseringens konsekvenser, vilket han ansåg kunna leda till att aktörerna "placeras i" ett "stålhårt hölje" stahlhartes Gehäuse (vanligen felöversatt till järnbur av anglosaxiska akademiker) av omänsklighet. När rationaliteten blir "formell" och medlen blir mål i sig, förvandlas rationaliteten till irrationalitet. De byråkratiska strukturerna som uppkommer med moderniteten förråder till slut sina ursprungliga mål. Här föreligger alltså en komponent som kan uttolkas som tidig upplysningskritik. Vad gäller byråkratiseringen så var Weber dock pessimistiskt lagd och hade inga större förhoppningar till mänsklighetens förmåga att stoppa den.

#### Makt, auktoritet och idealtyper
Weber var en av de sociologer som försökte studera maktens väsen och betingelserna för maktens utövande. Enligt Weber berodde en lyckad maktutövning till stor del på i hur hög grad en maktutövare kan få den underordnade att tro på legitimiteten (här åsyftas uppfattad legitimitet på gruppnivå från aktörernas sida) i hans maktinnehav.
De huvudsakliga grundvalarna för att göra anspråk på makt och motiven att underordna sig makten grupperar Weber i tre legitimeringsgrundande idealtyper: 
- Rationella
- Traditionella
- Karismatiska

I det första fallet baseras auktoriteten på att de underordnade tror på legaliteten hos en fastställd ordning och på makthavarnas rätt att ge anvisningar för att upprätthålla denna ordning. I det andra fallet är auktoriteten grundad på tron på traditionens okränkbarhet och på legitimiteten i att på ett traditionellt sätt utse makthavarna. Den tredje idealtypen, den karismatiska, grundar sig på den "utomvardagliga" hängivenheten för en helig person, hjälte eller annan förebild.
När Weber beskriver dessa ledargestalter måste man betänka att de är idealtyper som sällan eller aldrig uppträder i renodlad form. Han påpekar även, att det finns andra former av maktutövning som bygger på våldsutövning med mera och som inte är legitimerad av dem som blir utsatta för makten, men att denna form är ovanligare och svårare att upprätthålla.
Weber beskrev också fyra idealtyper angående socialt handlande.
- Intrumentellt rationellt handlande (zweckrational)
- Värderationellt handlande (wertrational)
- Affektuellt handlande
- Traditionellt handlande

#### Arv
Weber hade ett långtgående inflytande i en rad discipliner, i kraft av hans filosofiska såväl som metodologiska reflektioner, men han är också ihågkommen för sitt populariserande av avförtrollningsbegreppet.

### Émile Durkheim

Émile Durkheim 1858–1917.

Detta avsnitt är ett modifierat och utökat utdrag ur artiklarna Émile Durkheim respektive Självmordet (1897).
Émile Durkheim benämns idag ofta som funktionalist, vilket innebär att han ville härleda samhälleliga funktioner ur dess interrelationella funktionssätt gentemot andra samhälleliga komponenter på ett övergripande plan. Ett förenklat exempel av den här typen av tänkande är hur exempelvis hemlösa människor, utifrån ett funktionalistiskt perspektiv kan anses "fylla en funktion" i hur de bara genom att finnas till hjälper till att konsolidera det bredare samhällets normer och principer. 
Det viktigaste var enligt Durkheim att bibehålla en balans i samhället. Obalans kan motverkas med hjälp av socialisationsprocesser. Denna process innebär att alla människorna uppfostras till att förstå samhällets normer och regler. De får då tidigt lära sig vad som är rätt eller fel, bra eller dåligt. Om detta fungerar optimalt resulterar det i att de människor som kommer från samma kulturella bakgrund strävar efter att bete sig på ett liknande sätt. De får gemensamma normer och värderingar i ett sorts samhälleligt "ekvilibrium". Durkheim banade också vägen för institutionaliseringen av den vetenskapliga sociologin som disciplin.
Durkheim hade en konservativ samhällssyn och studerade det "sjuka" i samhället. Han undersökte bland annat orsakerna till kriminalitet. Enligt Durkheim skulle man eftersträva ett organiskt samhälle, där alla delar är beroende av varandra, istället för ett mekaniskt (jämför Tönnes Gemeinschaft - Gesellschaft). Han studerade även andra områden, som exempelvis självmord, där han räknas som en av pionjärerna. Comtes tänkande spelade också en viktig roll för Durkheim. Durkheim var republikan och en realpolitisk reformatör.
Ett centralt begrepp Durkheim myntade är sociala fakta.

#### Religion
Durkheim definierade religion som "ett enhetligt system av föreställningar och handlingssätt rörande heliga ting". Han utvecklade sin religionssociologi med utgångspunkt i en metodologisk kollektivism och ett funktionalistiskt tänkande, som sökte efter sociala fenomens funktion inom det givna samhället. Durkheim menade att religionens primära funktion var gruppsammanhållning, då man genom religionen upplever kollektivism och därmed fungerade religionen stärkande för grupperna. Gudar är således en representation av samhällets och kollektivets kraft och kan ses som ett proxy för kollektivets självdyrkan.

#### Självmordet (1897)
Durkheims bok Självmordet (1897) anses oftast vara en sociologisk klassiker. Durkheim ville förklara olikheterna i självmordsfrekvens genom att undersöka social integration. Durkheim utarbetade fyra karaktäristiska självmordstyper som kunde härledas ur de sociala skeenden som människorna som begick självmord vanligen befann sig i: 
- Egoistiska – Personen har svagt eller inget band till gruppen. Låg grad av integration. (Till exempel vid exklusion)
- Anomistiska – Brist på social reglering, ”normlöshet”. Syfte/mål hos aktören saknas. (Till exempel vid skilsmässa.)[61]
- Altruistiska – Personen är för socialt integrerad. Sätter samhället före sig själv. - (Till exempel en person som är med i en sekt. Se Jonestown)
- Fatalistiska – Personen styrs av samhället. Känsla av maktlöshet inför ödet och samhället. (Till exempel personer som tar livet av sig på grund av arbete, se Karoshi)

Durkheim noterade också att singlar oftare begår självmord än personer i parförhållanden och att personer utan egna barn oftare begår självmord än personer som har egna barn, samt att soldater oftare begår självmord än "civila personer". Dessutom noterade han att självmordsfrekvensen är högre i fredstid än i krigstid.
Enligt Durkheim kan någonting som han kallade för "L'anomie" uppstå i samband med en låg grad av social kontroll. Uttrycket betyder ungefär detsamma som upplösning eller kaos. Anomie ansågs vara en följd av att modernitetens samhälle undergår kraftiga förändringar, som exempelvis mycket snabba urbaniseringsprocesser, som kan leda till oklara normer och värderingar bland samhällets enskilda aktörer. Denna otydlighet kan då vålla obalans och motreaktioner i form av ett avvikande beteende. I normala fall stävjas dock det avvikande beteendet med hjälp av samhällets olika kontrollorgan, till exempel sociala myndigheter och rättsväsende.

#### Mekanisk och organisk solidaritet
Solidaritetsformer förklarar hur samhällen hålls samman. Enligt Durkheim, återfinns "mekanisk solidaritet" i traditionella samhällen med låg grad av arbetsdelning, hög gruppkonformitet och kollektivt medvetande. I moderna samhällen, med högre grad av arbetsdelning och mindre roll av religion för den sociala sammanhållningen, hålls samhället samman genom "organisk solidaritet". Denna organiska solidaritet var baserad på den höga grad av arbetsdelning och specialisering som fanns, vilket gjorde att man var tvungen att lita på andra för att klara sin egen försörjning. I det moderna samhället finns en hög grad av arbetsdelning och specialisering, vilket innebär att man behöver lita på andra för att få sina behov tillfredsställda. Traditionella sätt att utöva religion och dess roll som en gemensam moralutövare är på tillbakagång, men religionen är fortfarande en viktig del av den sociala gemenskapen och kan ta sig nya former. Exempel på nya "religioner" kan vara nationalism och individualism. Ritualer är ett sätt att stärka den sociala sammanhållningen. Det heliga (till exempel föremål, företeelser eller processer) uppfattas inte som sådant på grund av deras kvaliteter, utan för att de är symboler för en viss social grupp. Kollektiva sammankomster, som exempelvis ritualer, skapar ett emotionellt tillstånd som leder till sammanhållning och självbevarelse. Till detta hör livets uppdelning i det profana och det sakrala, det vardagliga och det heliga. Avbrott i vardagen sker genom riter och ceremonier som på olika sätt kan verka stärkande och helande för individen och kollektivet som helhet.

### Karl Marx

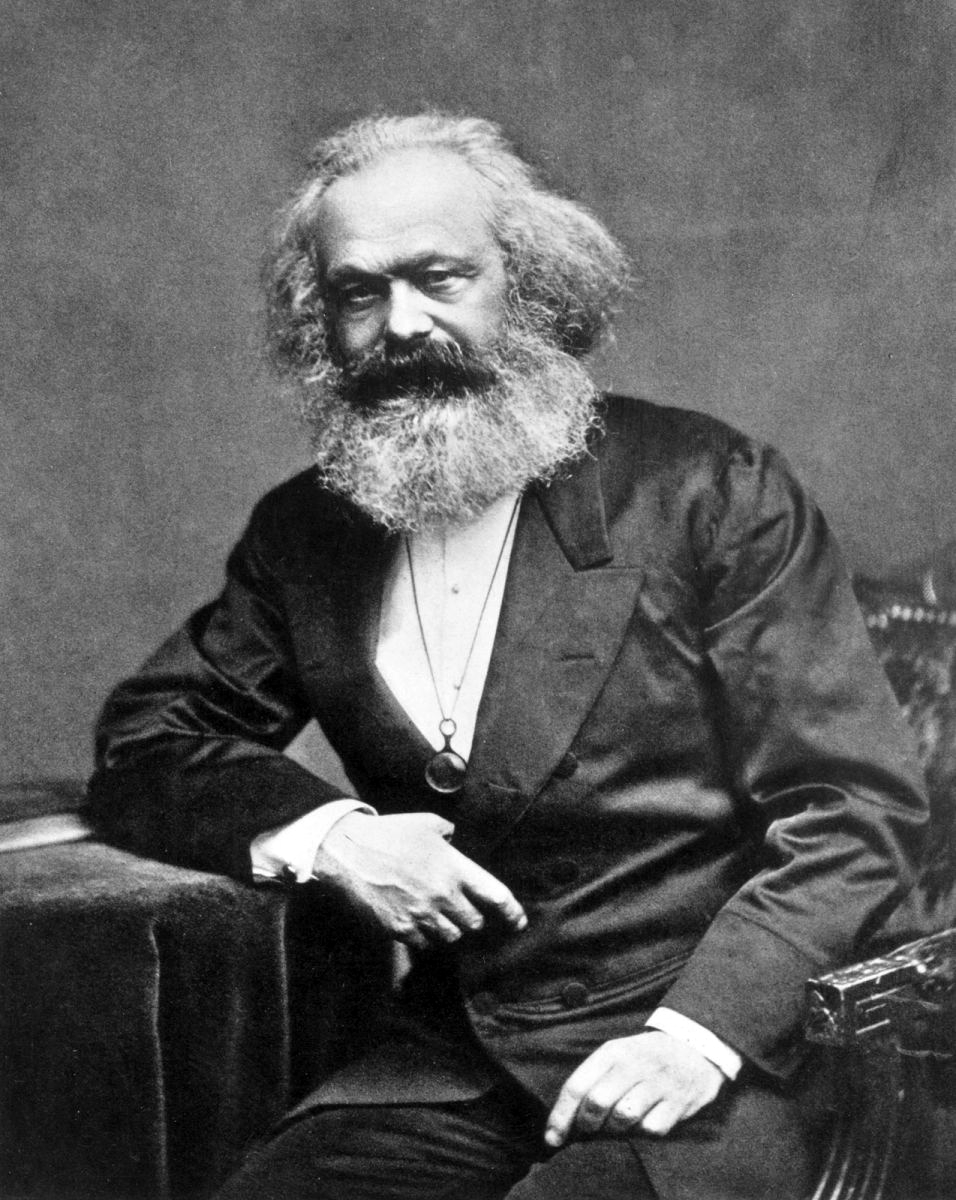
Karl Marx 1818–1883.

Detta avsnitt är ett modifierat och utökat utdrag ur artikeln Karl Marx.
Marx verk Kapitalet: Kritik av den politiska ekonomin var väl citerat inom samhällsvetenskapen generellt fram till år 1950, då intresset började dala. Det finns dock de som återaktualiserat intresset för Marx. Exempelvis släppte den professorn Moishe Postone, år 1993, sin välrenommerade nyläsning, av Marx, influerad av Rosdolsky och Rubin vid namn Time labour and social domination, som fått visst genomslag i sociologin. Marx intresserade sig även för Hegels tänkande och sökte precis som Weber, att transcendera de filosofiska begränsningarna i den tyska idealismen.

#### Ekonomikritik och analys av det kapitalistiska produktionssättet
Det mest centrala i Marx teoribildning föreligger i hans ekonomikritiska studie Kapitalet: Kritik av den politiska ekonomin (1867). Men även i Grundrisse. I kapitalet inleder Marx i första kapitlet sin analys med en undersökning av varan och ägnar sig sedan åt en systematisk kritik av det kapitalistiska produktionssättet, men också en studie över densamma i dess ideala genomsnitt. Marx ekonomikritiska verk handlar således om kapitalismens historiskt specifika karaktär som produktionssätt. Marx menar att människorna själva gör sin historia, men att de inte gör den efter eget gottfinnande, under omständigheter som de själva inte valt, utan under omständigheter som är omedelbart givna och redan existerande. "Kapitalet" är alltså för Marx ett socialt förhållande mellan personer, förmedlat genom ting.

#### Arbetets generativa funktion för kapitalförhållandet som sådant
I sitt livs samhälleliga produktion träder alltså människorna in i bestämda, "nödvändiga", förhållanden oberoende av deras vilja. En av de mest centrala av dessa är de så kallade produktionsförhållandena, som motsvarar en bestämd utvecklingsgrad av produktivkrafterna. 
Ett exempel från historien skulle kunna vara att på 1500-talet bli skuldsatt av sin (proto)stat och sedan tvingas bygga stenmurar för att skydda sig mot kanoneld under krutkrigen. Ett nutida exempel som är vanligt i det globala syd är att behöva sy hundratals hockeytrunkar i 50-graders värme utan rast för sin försörjning. Produktionen sker inte för att omedelbart tillfredsställa mänskliga behov eller främja mänsklig utveckling.
Dessa sociala utföranden betraktade i sitt historiska sammanhang eller som reproduktionsprocess i samtiden, producerar alltså inte endast en vara eller endast ett mervärde eller endast ett förvärvsarbete, utan den producerar och reproducerar själva kapitalförhållandet i sig mellan å ena sidan kapitalisten, å andra sidan lönearbetaren. Uttryckt enklare kan det förklaras som att arbetssamhället är kapitalism.
På grundval av detta menade Marx att det inte är omöjligt för människorna att frigöra sig från speciellt lönearbetet (se vidare "abstrakt arbete") och kapital som grunden för det nuvarande produktionssättet till förmån för nya rationella samhälleliga system.

##### Fetischkategorier
Marx menade att kategorierna kapital och förvärvsarbete så som många känner dem i idag, i själva verket inte är några givna transhistoriska självklarheter, utan samhälleligt historiskt specifika naturaliserade förhållanden. Alltså fetischkategorier specifika för moderniteten (varav varufetischismen är den mest kända). Exempelvis "kapital" och "arbete"; abstrakt och konkret; subjekt och objekt; teori skiljs från praktik; privatliv från offentlighet; natur från kultur; stat från näringsliv; teori från praktik; ekonomi från politik och så vidare.

#### Metod
Marx skiftande mellan olika abstraktionsnivåer i sina skrifter, i såväl kritiken av den politiska ekonomin, som studier av olika produktionssätt över tid. Marx litade på att produktivkrafternas utveckling skulle frigöra människorna från tvånget till arbete. Han menade följaktligen att kapitalismen är en tilltagande motsägelse i sig självt, eftersom den förhindrar att arbetstiden reduceras till ett minimum, medan den å andra sidan använder arbetstiden som rikedomens enda måttstock och källa. 
Över tid blir kapitalismen följaktligen allt mindre förmögen att adekvat nyttja mänskligt arbete som måttstock för den samhälleliga reproduktionen och således minskar det nödvändiga arbetet, medan det ökar i form av överflödigt arbete. Över tid skapar kapitalismen således en allt större mängd onödigt arbete som en konsekvens av att upprätthålla det nödvändiga värdeförmerande arbetet.
Kapitalismen var produktiv gällande att frambringa vetenskapens och naturens krafter till liv för att göra skapandet av rikedom oberoende av arbetstiden. För sitt fortbestånd måste dock kapitalismen använda arbetets måttstock för att mäta aktiviteten som genereras av de allt enormare produktivkrafterna. Således stängs produktionsprocessen in inom de gränser som krävs för att det redan skapat "värde" skall kunna bibehållas som "värde".

#### Prediktioner
Det är ett återkommande föremål för debatt om huruvida Marx samhälleliga prediktioner "slog in eller inte". Vissa konstaterar att någon revolution inte skedde i England som var det mest utvecklade kapitalistiska samhället på Marx tid, men det förutsätter att man gör en kontroversiell tolkning av historiematerialismen. Kapitalkoncentration till allt större monopol och oligopol är dock ett exempel på något som kontinuerligt givit Marx rätt rent empiriskt.

#### Metoden i Marx magnum opus:Kapitalet. Kritik av den politiska ekonomin
I Inledningen till Grundrisse (Grunddragen av den politiska ekonomin) redogör Marx för sin forskningsmetod.[källa behövs]
Kapitalets främsta undersökningsområde är den materiella (re)produktionen. Produktion sker alltid på ett bestämt stadium av samhällets utveckling. Marx menar att det är väsentligt att skilja det som är transhistoriskt med det som är giltigt bara under vissa historiska epoker. Exempelvis hur trots att kapitalismen samhälleligt naturaliseras trots detta är långt ifrån ett evigt tillstånd, utan endast är ett produktionssätt i den långa serie av produktionssätt som existerat historiskt.
Marx poängterar att han i forskningsprocessen utgår från den konkreta, sammansatta och kaotiska verkligheten. Ur den abstraherar han fram alltmer enkla och grundläggande begrepp. I framställningen av kapitalet går han motsatt väg och börjar med de mest abstrakta begreppen, för att sedan successivt bygga på dem med fler bestämningar. I slutändan kommer han fram till en beskrivning av den konkreta verkligheten, men den är inte längre kaotisk, utan utgör ett anspråk på en helhet av bestämningar och relationer.

#### Arv
Sociologen och filosofen Maurizio Lazzarato och antropologen David Graber har båda tagit till sig delar av Marx samhällsåskådning i sina egna verk. Lazzarato har blev känd för sin essä "Immateriellt arbete", där han inom ett marxistiskt ramverk beskriver hur värde skapas från affektiva och kognitiva aktiviteter. Graber har bl.a. inspirerats av de delar av Marx verk som rör lönearbetet för att skriva om onödigt arbete, och han uppnått viss berömmelse genom att undersöka så kallade bullshitjobb.

### Georg Simmel

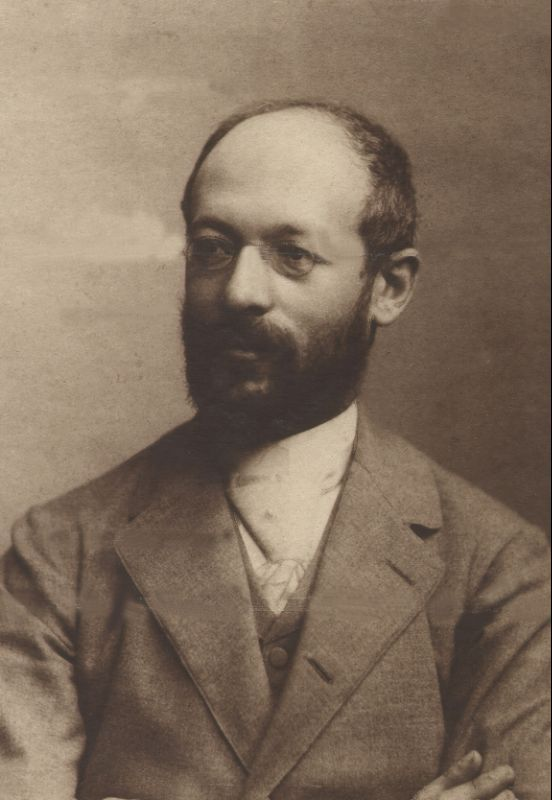
Georg Simmel 1858–1918.

Detta avsnitt är ett modifierat och utökat utdrag ur artiklarna Georg Simmel och Främlingen.
Idag (2010 och början på 2020-talet) har det blivit vanligare även om det inte är helt etablerat, att definiera Georg Simmel som en av de sociologiska klassikerna.

#### Främlingen
Den berömda essän "Främlingen" skrevs av den tyske sociologen Georg Simmel och var en utvidgning av ett kapitel i hans bok Soziologie. I essän introducerade han begreppet "främlingen" som en unik sociologisk kategori. Simmel menade att främlingen skiljer sig från en konventionell "outsider" genom att den inte har någon specifik relation till en grupp och samtidigt inte är som en resande som kommer och går. Främlingen är en person som kommer in i gruppen idag och stannar kvar imorgon. Hen är en medlem i gruppen där hen bor och deltar i densamma, men förblir ändock relativt isolerad från andra "infödda" medlemmar i gruppen.
Jämfört med andra former av social distans och annanhet (gällande social stratifiering, huruvida någon är rasifierad eller beroende på genus) har främlingens avstånd att göra med dennes förmenta "ursprung". Främlingen uppfattas som främmande för gruppen även om hen står i ständig relation till andra gruppmedlemmar. Hennes "avstånd" betonas konsekvent mer än hennes "närhet." Främlingen upplevs som en del av gruppen, men ändå inte som en fullständig medlem. En främling kan således uppfattas som både "inuti" och "utanför" gruppen på samma gång, vilket skapar en speciell dynamik.
En intressant aspekt av Simmels teori är att han ser främlingen som en person som kan bidra till gruppens utveckling genom att tillföra nya idéer och perspektiv. Främlingen kan också fungera som en katalysator för förändring och förbättring inom gruppen. Men samtidigt kan främlingen också vara en källa till oro och konflikt, särskilt om hen upplevs som hotfull av gruppen eller om hen själv känner sig isolerad och främmande i gruppen. Eller som Margaret Mary Wood uttryckte det, så uppfattas främlingen som i gruppen, men inte en i gruppen.

#### De sociala konsekvenserna av främlingskapet
I sin essä berör Simmel kortfattat konsekvenserna för främlingen av att erhålla en sådan unik social position, men också den påverkan främlingens närvaro skänker andra gruppmedlemmar. Framför allt poängterar Simmel att på grund av deras speciella positioner i gruppen, utför främlingar ofta särskilda uppgifter som de andra medlemmarna i gruppen antingen är oförmögna eller ovilliga att utföra. I förmoderna samhällen, var till exempel de flesta "främlingarna" involverade i handelsaktiviteter. På grund av deras relativa avstånd till lokala fraktioner kunde de också vara anställda som skiljemän och till och med domare.
Främlingsbegreppet har fått en relativt bred användning i den efterföljande sociologiska litteraturen och har nyttjats av sociologer som Robert Park till Zygmunt Bauman. Begreppet har emellertid också varit föremål för en del kontroverser angående dess tillämpning och tolkning.

#### Metod
Simmel var neokantian, likt exempelvis Friedrich Albert Lange.

## Samtida sociologiska teoretiker

### Pierre Bourdieu

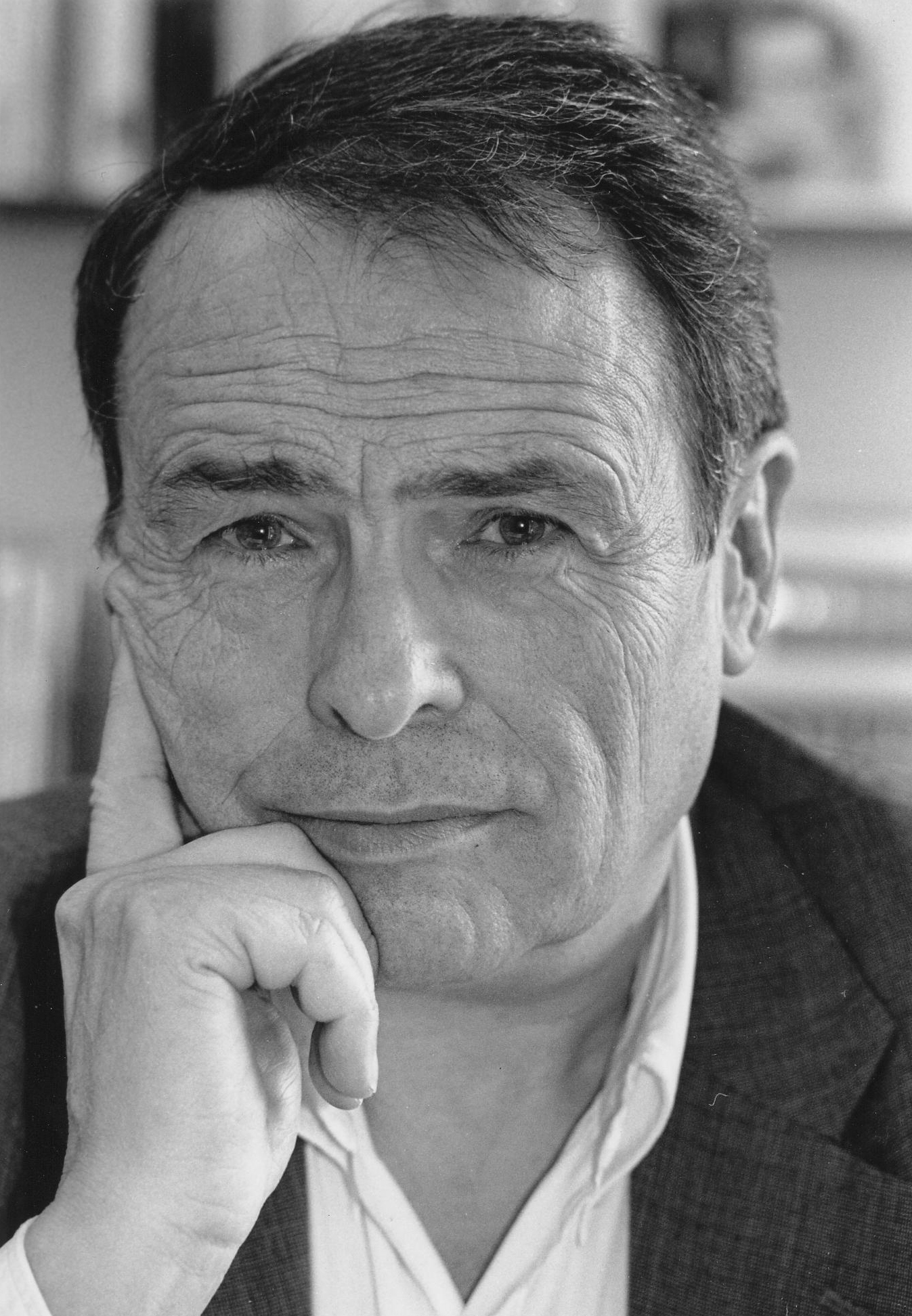
Pierre Bourdieu.

Detta avsnitt är ett lätt modifierat utdrag ur artikeln Pierre Bourdieu.

#### Fält
Bourdieu undviker att tala om samhället utan talar om det sociala rummet eller fält, kodade med specifika regler och värderingar.
Med fält menar Bourdieu en del av det sociala rummet inom vilket det är möjligt att urskilja agenters sociala position. Positionen skapas genom interaktion mellan särskilda normer rådande inom fältet, agentens habitus och agentens sociala, ekonomiska och kulturella kapital. Fält interagerar med varandra och är hierarkiskt ordnade. Ett exempel på en svensk forskare som intresserat sig för fält är utbildningssociologen Donald Broady. Med andra ord: Ett socialt fält är en grupp människor som förenas där genom ett gemensamt intresse.

#### Habitus
Habitus är en produkt av historien som producerar individuella och kollektiva vanor i enlighet med de system som befästs av historisk upprepning.
Bourdieu menar att habitus är historiska praktiker som, över tid, blivit ett naturligt förhållningssätt för agenten (individen), som blivit framtida dispositioner. Habitus är en del av agenten, som den är omedveten om, och historien förnekas av agenten. Habitus är gårdagens person, som aktivt påverkar nuet och agentens handlingar. Denna förnekelse av historien, föranleder att historien också kan reproduceras genom agentens handlingar. 
Varje agent producerar och reproducerar sitt habitus. Den produceras i och med att nuet aldrig exakt kan efterlikna den tidigare historien och därför är produktion inte enbart en reproduktion. När en grupp lever under homogena förutsättningar homogeniseras deras grupp eller klass; därmed skapas en norm och en harmoniserad objektivitet.
På grund av homogenisering inom en grupp bildas objektiva strukturer som föranleder till att när två individer träffar varandra så innefattar också mötet en interaktion av deras habitus, som är deras historia. På grund av habitus vet aktören hur den ska agera inom sitt sociala fält. Inom Bourdieus habitus-teori ryms tankar om såväl den fria viljan som determinism.
Habitus påverkar agentens tycke och smak för olika typer av mat, konst och musik; samtidigt kan agenten förändra sin sociala status och sitt kulturella kapital. Habitus skapar i sin tur olika livsstilsval vilket leder till reproduktion av kulturella praktiker som språkkapital, utbildningskapital, livsstilar och smaker förmedlat vidare till den sociala reproduktionen.

### Ulrich Beck

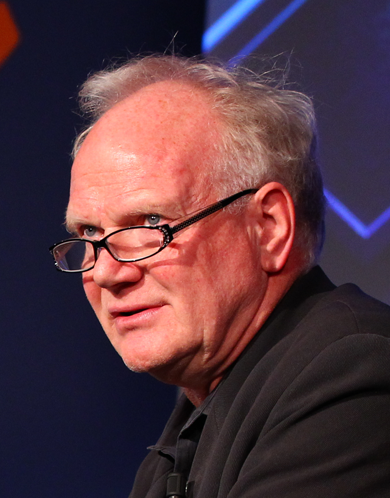
Ulrich Beck.

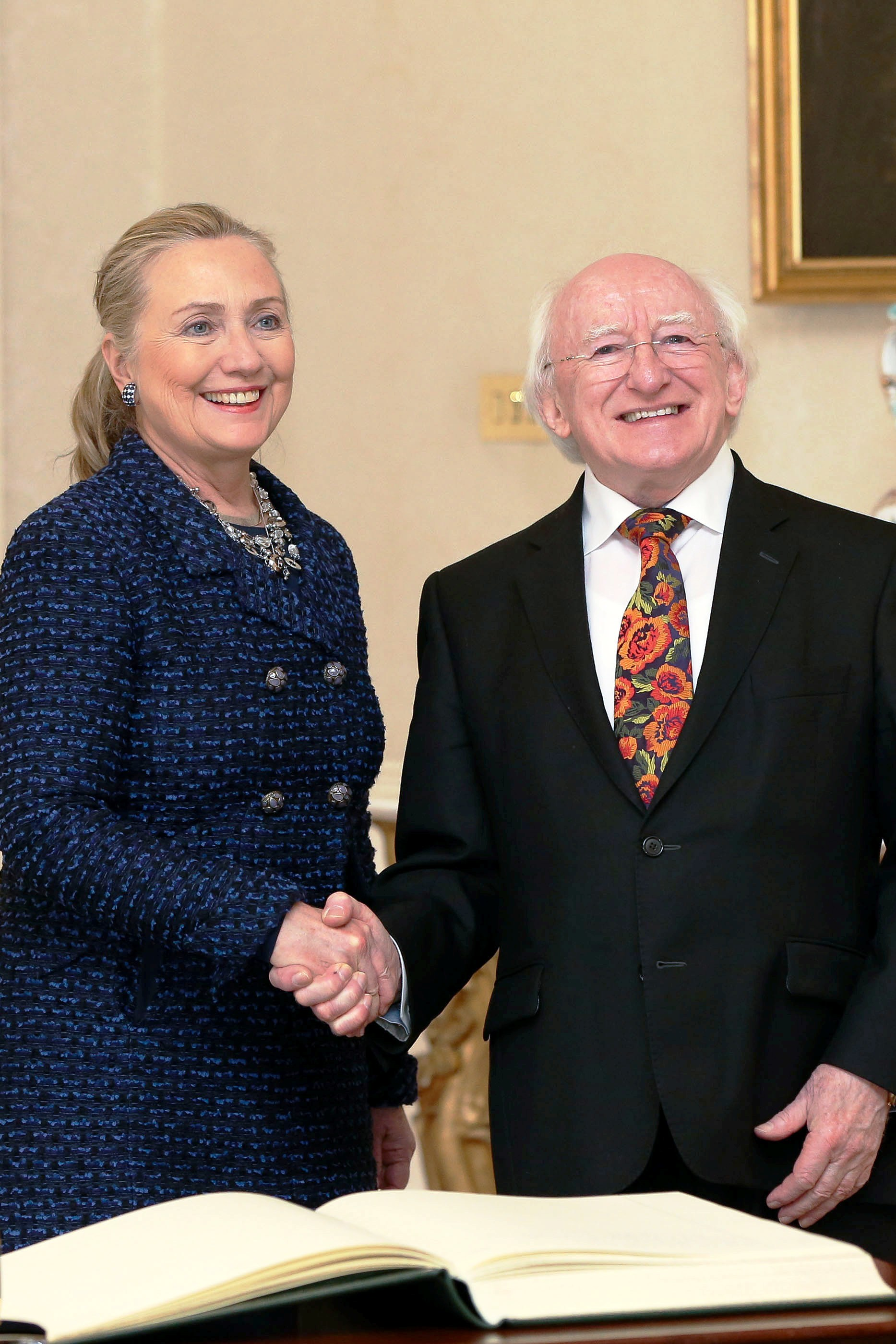
Michael D. Higgins är både sociolog och poet. Men även Irlands nuvarande president.

#### Risksamhället
Detta avsnitt är ett lätt modifierat utdrag ur artikeln Ulrich Beck.
Beck säger att det moderna samhället har förändrats från en industriell era där huvudmålet var att skapa materiell rikedom, till en reflexiv "riskmodernitet" där det primära målet är att hantera risker och uppnå säkerhet. Vi förlitar oss allt mer på experter för att navigera den alltmer komplicerade miljön och de verkliga eller upplevda riskerna som uppstår. Beck säger att vi kan välja mellan två sätt att hantera problem och risker som uppstår i det moderna samhället. Antingen tar vi itu med de verkliga orsakrna till problemen eller så gör v industri av konsekvenserna av problemen. Beck anser att det senare alternativet har blivit dominerande. Han menar att detta alternativ är dyrt, döljer orsakerna till problemen och gör det möjligt att förvandla misstag och problem till lönsamma affärsmöjligheter. Eller som han själv uttryckte det; alternativet är “cost-intensive, leaves the causes obscure and permits the transformation of mistakes and problems into market booms.

## Sociologer och deras praktik
Med en sociolog avses vanligen en forskare som avlagt filosofie doktorsexamen i sociologi eller varit aktiv som forskare inom sociologiska forskningsmiljöer, men även den som har en kandidatexamen i sociologi från ett höre lärosäte. Sociologer titulerar sig vanligen sociologer, samhällsvetare, samhällsplanerare, opinionsanalytiker, organisationskonsult eller samhällsanalytiker.
Det finns många andra yrkesgrupper vars medlemmar innehar sociologisk utbildning, exempelvis analytiker inom opinions- och marknadsundersökningar samt utredare i offentlig sektor, men man finner även sociologer i en lång rad andra discipliner. Sociologer har kompetens gällande att utföra undersöknings- och utvärderingsprojekt, respektive genomföra analyser och tolkningar av olika datamaterial. Sociologer kan analysera och eller bidra till samhällelig eller organisatorisk förändring, men även bidra gällande personalutveckling, utbildning, media och kommunikation.
Att verka som handläggare, utredare eller konsult är också vanligt. Till följd av den höga abstraktionsnivå en sociologisk undersökning kan ta sig för, ter sig sociologisk kompetens relevant inom samtliga områden där det mellanmänskliga spelar roll. Vissa sociologer ägnar sig åt forskning vilken appliceras direkt beträffande exempelvis samhällspolicy eller jobbar tätt med sociala delsystem, andra fokuserar på att finslipa den teoretiska och empiriska förståelsen av sociala processer. 2007 publicerade The Times Higher Education Guide en lista med de mest citerade författarna av böcker inom samhällsvetenskap och humaniora. 7 av de 10 mest omnämnda författarna var då sociologer.

### Tillämpad sociologi
Tillämpad sociologi eller sociologisk praxis, refererar till att tillämpa sociologisk kunskap i praktiken. De praktiska sociologer vilka ägnar sig åt detta gör det inom ramen för en mängd institutioner såsom universitet, stater och företag. Genom att nyttja sociologiska metoder är det möjligt att hjälpa samhällen att minska eller undvika olika riskfaktorer för samhälleliga problem. Konkreta problemlösningsområden kan exempelvis inkludera brottsprevention, utvärdering och förbättring av skademinimeringsprogram, utveckling av utbildningssystemet eller att förbättra ofördelaktiga institutionsdynamiker.
Praxisorienterade sociologer kan också designa undersökningar för att undersöka allmänhetens uppfattningar kring olika frågor eller ta fram evidensbaserade program för ungdomar som hamnat snett i samarbete med myndigheter. Den medicinska sociologin kan också tillämpas inom vård och psykiatri.

Den tillämpade sociologin skiljer sig således från den akademiska sociologin som snarare har som uppdrag att forska och lära ut. Ett par exempel på berömda tillämpade sociologer är Jane Addams, W.E.B. Du Bois och Lester Frank Ward.

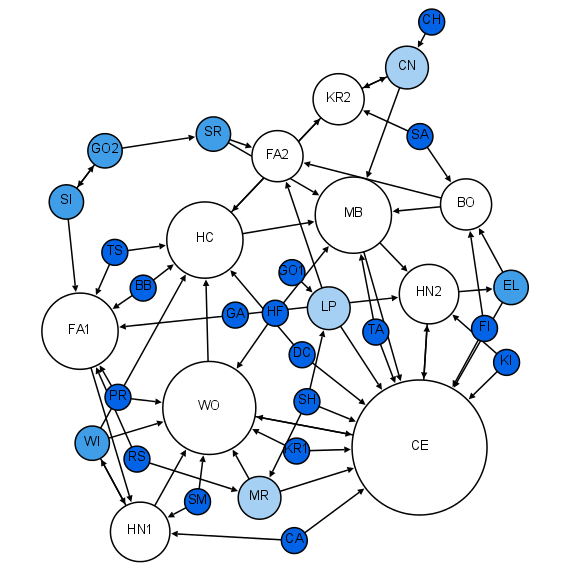
Ett sociogram är ett exempel på en medvetet reduktionistisk grafisk framställning av social interaktion.

## Metodologi
Sociologin använder en bred flora av metoder för empirisk respektive teoriutvecklande forskning. Dessa kan vara bland annat datorunderstödda, som komparativa, historiska, matematiska, surveybaserade, booleska och så vidare. Med målsättningen att utveckla kunskap om relevanta subfält. 
Bland annat via nätverksteori, regressionsanalys, diskursanalys, etnografiska metoder, geometrisk dataanalys, och så vidare.
Många gillar även att dela upp sociologisk forskning i två breda kategorier, medan andra ser dessa som ett kontinuum till följd av att det inte är möjligt att dra en otvivelaktig skarp gräns.
- Kvantitativa metoder angriper sociala fenomen genom kvantifierbara data, och vilar ofta på statistisk analys med större datavolymer för att kunna etablera verifierbara empiriska generaliseringar.
- Kvalitativa metoder angriper sociala fenomen med en mer förståelsebaserad metod, genom exempelvis deltagande observation, textanalys och kritiska metoder som betonar kontextualitet och makt. (Se Weber, Verstehen)Resultatet av en regressionsanalys.

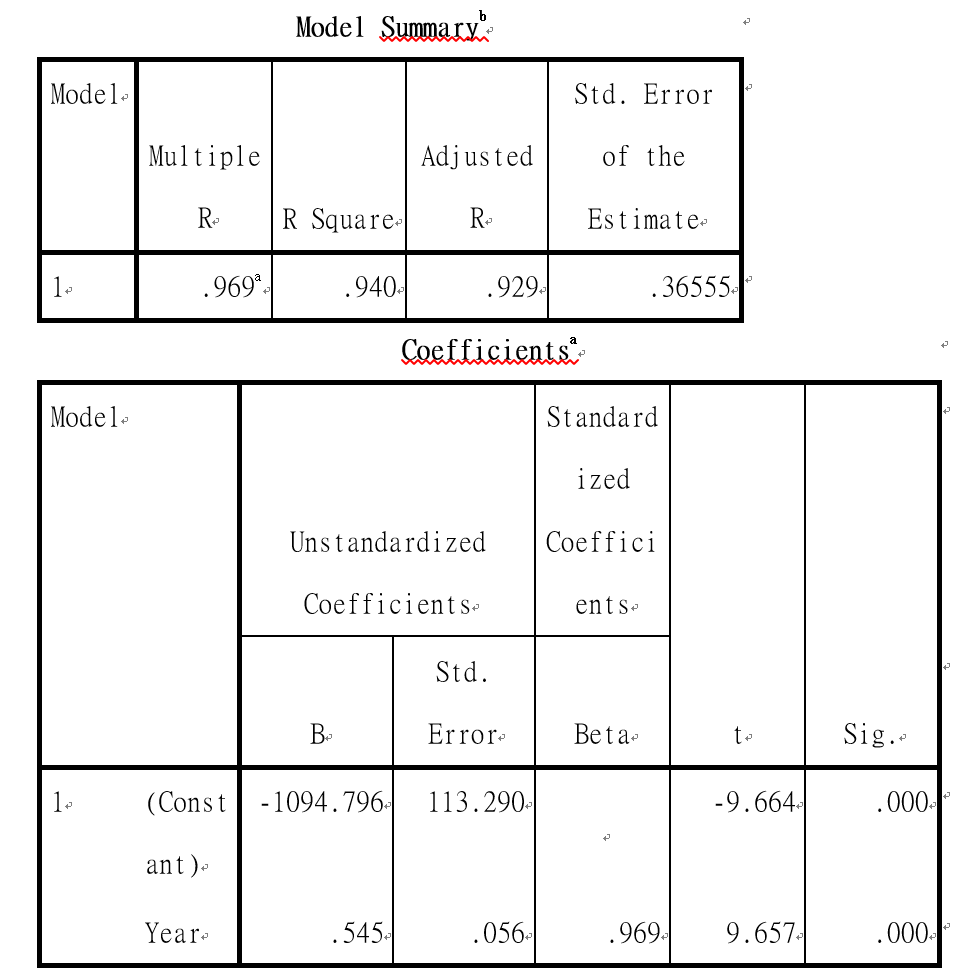
Resultatet av en regressionsanalys.

Trots att kvalitativa och kvantitativa metoder skiljer sig åt mycket, involverar båda systematisk hantering av teori respektive data. Vilket metodval en sociologisk forskare tar sig för beror i stort på vad sociologen ämnar undersöka.
En forskare intresserad av att generalisera till hela befolkningen (N) kan skicka ut enkäter för att få ett urval av hela befolkningen. Medan en forskare som försöker nå en mer fullständig förståelse av enskildas sociala handlingar, exempelvis kan välja en etnografisk deltagande observation, eller öppna intervjuer. Studier kombinerar dock ofta dessa metoder i så kallad flermetodsforskning. Exempelvis kan en kvantitativ studie nyttjas för att erhålla vissa statistiska mönster, för att sedan kompletteras med en kvalitativ undersökning mer centrerad runt själva aktörsskapet. Ett exempel på sociologisk metod som troligen skulle refuserats i fallet att det hade lagts fram i akademien är Zygmunt Baumans Retrotopia på grund av vad Rasmus Fleischer kallar "hans essäistiska stil". Vilket dock Lasse Dencik visserligen menar snarare är en brist hos akademien än Bauman.

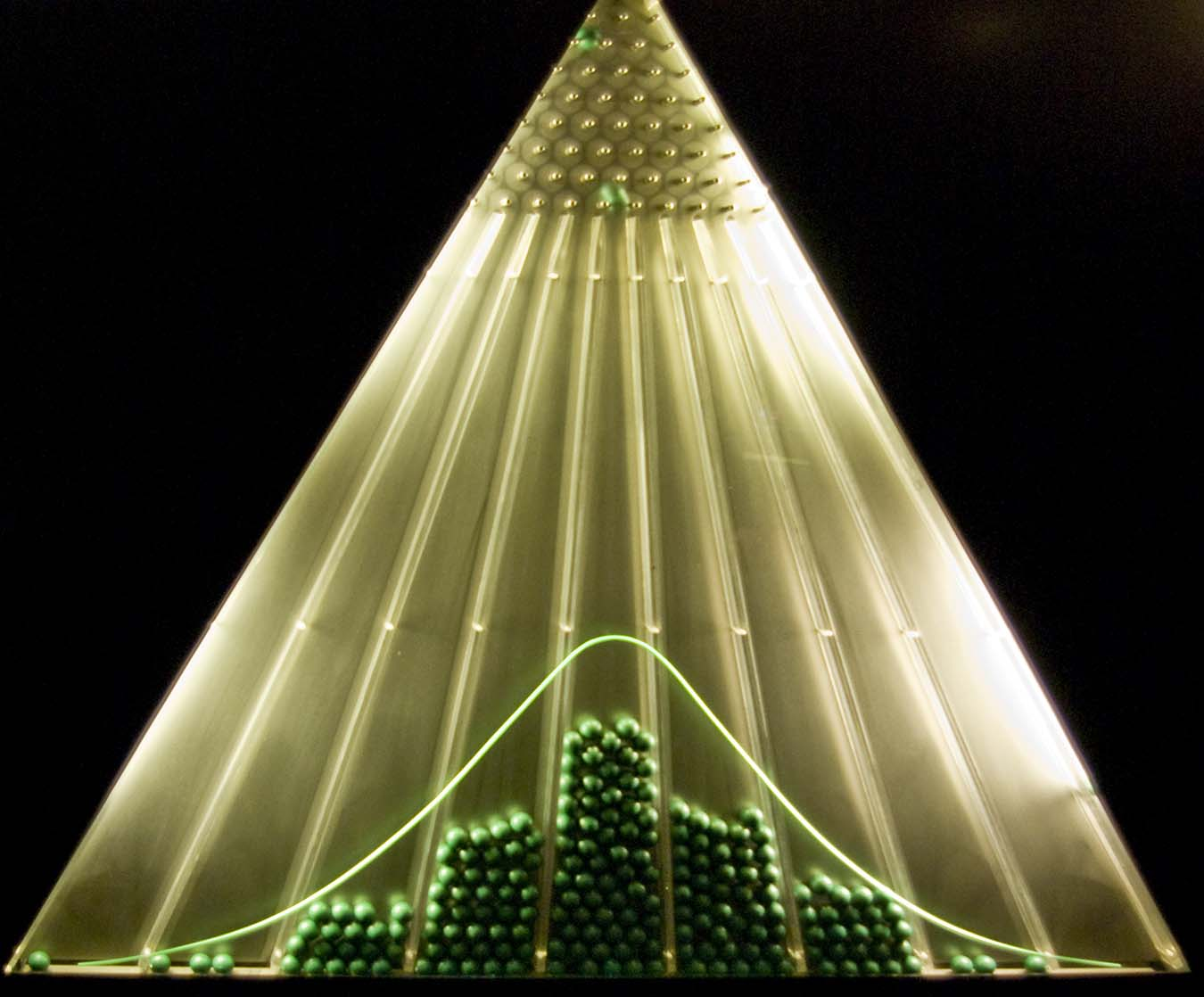
En bönmaskin (designad av metodologen Sir Francis Galton) som demonstrerar en normalfördelning.

### Urval
Kvantitativa metoder används ofta i empirisk forskning där populationen är mycket stor och en totalundersökning skulle vara för tidskrävande eller kostsam. Istället görs en representativ undersökning av en mindre del av populationen, vilket ger mer hanterbara resultat. Statistik används för att dra slutsatser om hela populationen baserat på urvalet. Vanligtvis görs slumpmässiga urval, men ibland görs riktade urval om det finns oro för att vissa undergrupper inte är representativa. Ibland är det omöjligt att använda slumpmässiga urval, exempelvis på grund av begränsade resurser eller om fältet som undersöks är för litet. Därför kan bekvämlighetsurval som snöbollsurval användas istället. Detta innebär att forskaren utgår från de personer som är mest tillgängliga eller som lättast når ut till.

### Datorunderstödd sociologi

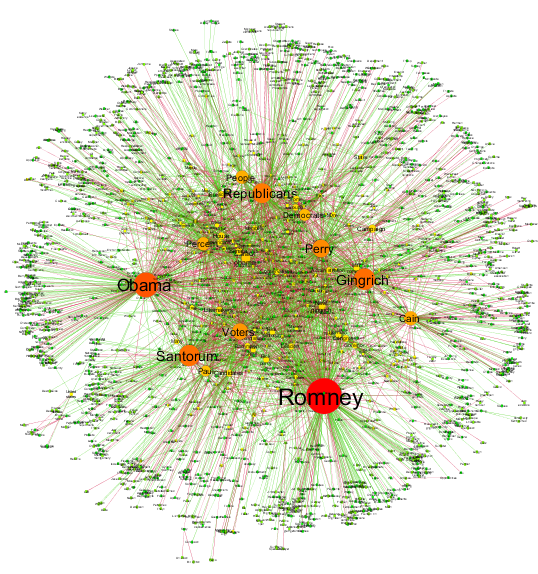
Visualisering av en datorunderstödd narrativ analys av det amerikanska presidentvalet 2012.

Huvudartikel: datorunderstödd sociologi.
Sociologer nyttjar alltmer metoder vilka kräver stora mängder processorkraft. Datorunderstödd sociologi utförs genom att utnyttja datorsimuleringar, snäv-ai, storskalig textanalys och komplexa statistiska metoder.. Kännetecknande för den datorintensiva sociologiska analysen är testandet av teorier från mikro till makro, snarare än tvärt om. Trots att ämnet och metodologin skiljer sig åt från naturvetenskap och datalogi, har flera av metoderna som nyttjas i samtida datorunderstödda simulationsstudier kommit från fält som fysik och artificiell intelligens.
På samma vis har vissa metoder som härrör ur datorunderstödd sociologi kommit att nyttjas i naturvetenskapen, t.ex. måttet på nätverkscentralitet i nätverksanalys.[källa behövs] Koncept som komplexa system, icke-linjära relationer mellan makro och mikroprocesser och emergens har blivit alltmer vanligt i den sociologiska vokabulären. Ett praktiskt och välkänt exempel är konstruktionen av en datormodell i form av ett "artificiellt samhälle", med vilket forskare kan analysera strukturen av ett socialt system.

## Sociologi som vetenskaplig disciplin

### Avgränsningar
Sociologins primära forskningsproblematik är den enorma komplexitet som samhällen innehåller. Vissa perspektiv har periodvis varit starkt inflytelserika inom disciplinen: positivism, hermeneutik och materialism i början av 1900-talet, senare (strukturfunktionalism under 1950- och 1960-tal, socialkonstruktivism och postmodernism under 1980- och 1990-tal).[källa behövs]
Det finns de som hävdar att sociologin hålls samman av en kärna av gemensamma klassiker (särskilt Weber, Durkheim och Marx) samt empiriska metoder, men kring dessa frågor pågår också inomvetenskaplig kritik och diskussion. Det förhindrar emellertid inte att sociologer verkar inom ramen för en stark tradition av gemensamma forskningsorganiserade begrepp och föreställningar. Idag är sociologi ett så pass stort och diversifierat ämne som, delvis på grund av den höga abstraktionsnivå disciplinen kan tillåta sig, inkluderar en stor mängd inflytelserika forskare på en mängd områden. Undersökningar inom sociologi kan sträcka sig mellan mikrosociologi, angående enskilt aktörsskap till makronivå, där system och samhällelig och social struktur behandlas. Men hela spektrumet kan också behandlas simultant.

### Inriktningar
Sociologisk forskning kan delas in i två huvudinriktningar. Den första inriktningen är mot specifika ämnesområden och den andra inriktningen är mot teorier och metoder. Inom ämnesområdena finns det allmänsociologiska studier som undersöker specifika samhälleliga fält för att svara på mer övergripande sociologiska frågor. Till exempel, kultursociologi och historisk sociologi undersöker specifika fält för att kunna besvara frågor om hur individuella och kollektiva preferenser skapas eller hur resurser fördelas över tid.
Den andra typen av studier är mer tillämpade och fokuserar på att bidra med sociologisk kunskap till ett specifikt fält. Detta kan inkludera utvecklingsstudier, socialt arbete och människa-datorinteraktion. Dock så överbryggar mycket sociologisk forskning och många sociologers forskningsbidrag dessa två inriktningar.
Den metodologiska och teoretiska inriktningen syftar främst till att tillämpa dessa på olika fenomen för att besvara frågor som är intimt förknippade med en viss teori eller metod. Till exempel, inom nätverksstudier och agent-baserad modellering undersöks hur nätverk och agentmodeller kan bäst simuleras i olika analysverktyg. Inom den teoretiska forskningen kan man hitta studier som undersöker hur olika stadier eller versioner av samhälleliga formationer kan differentieras från varandra. Sociologisk forskning är således en bred och som omfattar många olika områden och metoder. Genom att använda sig av olika inriktningar och metoder kan sociologer bättre förstå samhället och dess komplexa dynamik.

### Typiska ämnesval
Sociologi är ett ämne som utmärks av sin ämnesbredd, enbart socialantropologin är bredare inom samhällsvetenskaperna, då sociologer rent teoretiskt kan studera alla delar av samhället.
Sociologiska klassiker som Durkheim, Weber och Marx studerade samtliga i varierande grad religion och religiositet. Andra vanliga studiefält har varit frågor kring lönearbete och dess organisation, natur, syfte, mening och så vidare. En annan fråga som många sociologer studerat är formeringen av normer, attityder och värderingar, samt hur dessa tar sig uttryck i vardagslivet. Sociologer studerar dock ämnen som dessa i en mängd olika miljöer, exempelvis skolor, arbetsplatser, explicit religiöst betingade samfund eller köpcentrum.  
Därtill undersöker sociologin social stratifiering, förment sekularisering, filosofi, klass, juridik, medicin, smak, social interaktion, religion i alla dess varianter, rasism, kultur, sexism, homofobi, vardagsliv och fattigdom. Sådana studier kan inkludera såväl den fenomenologiska erfarenheten av ojämlikhet, eller hur samhället skapar eller försöker motverka den. Ämnesvalen inom sociologin skiljer sig därtill i viss mån mellan olika länder. 

## Tidskrifter
De högst rankade tidskrifterna som publicerar ny sociologisk forskning är the American Journal of Sociology och American Sociological Review. The Annual Review of Sociology, som publicerar recensioner, är också högt rankad. En stor mängd andra generella respektive specialiserade akademiska tidskrifter existerar självfallet också. I norden är Acta sociologica en central tidskrift.

## Den svenska sociologin
I Sverige blev sociologin en egen universitetsdisciplin först 1947. Tidigare var sociologin en underdisciplin till praktisk filosofi.[källa behövs] Torgny T:son Segerstedt blev landets förste professor i sociologi vid Uppsala universitet den 26 juli 1947. En avdelning för sociologi instiftades vid Lunds universitet samma år. 2014 bildades Institutet för analytisk sociologi vid Linköpings Universitet, en institution som spetsforskning beträffande analytisk sociologi. I Sverige lärs även utbildningssociologi, respektive rättssociologi ut som separata ämnen.
I Sverige finns Lund, Uppsala respektive Stockholms universitet representerade bland de 100 sociologiska institutionerna vilka anses vara världsledande. Bland de 200 bästa inryms även Göteborgs universitet. I Sverige är rent institutionellt socialpsykologi också vanligen en underdisciplin till sociologin.
Bland tidigare och nu verksamma svenska sociologer kan nämnas Fereshteh Ahmadi, Thomas Brante, Göran Ahrne, Johan Asplund, Boel Berner, Gunnar Boalt, Robert Erikson, Ted Goldberg, Peter Hedström, Carl-Göran Heidegren, Joachim Israel, Kerstin Jacobsson, Anders Kjellberg, Walter Korpi, Eva Kärfve, Roland Paulsen, Stefan Svallfors, Richard Swedberg, Göran Therborn, Mats Trondman, Patrik Aspers och Hans Zetterberg.

Bilder på några kända svenska sociologer:
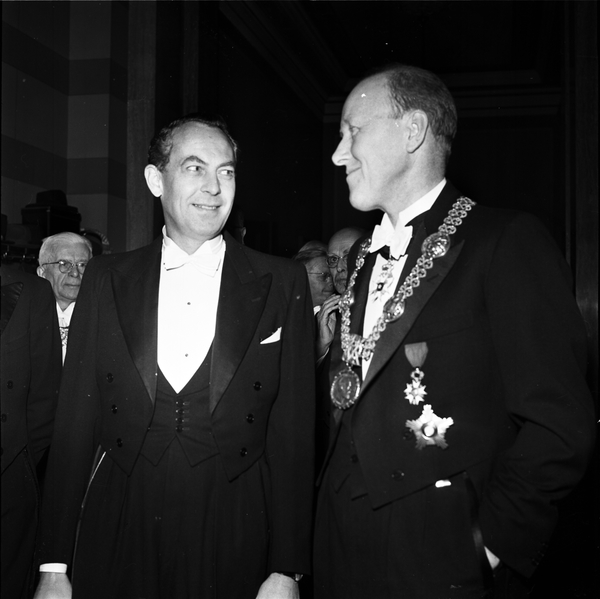
Torgny T:son Segerstedt, Sveriges första professor i sociologi.
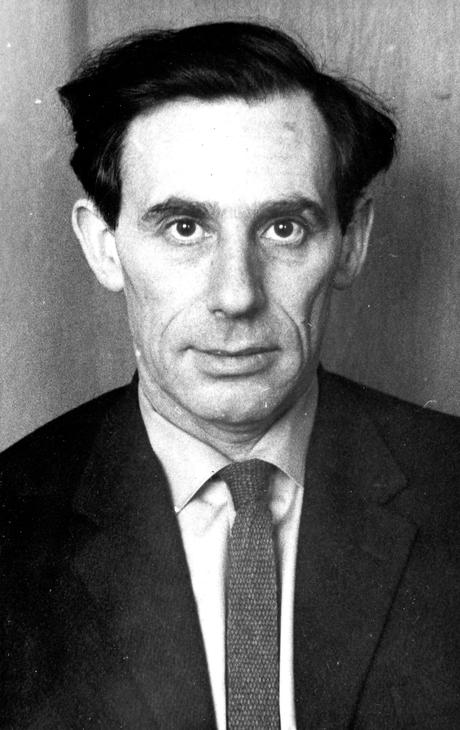
Joachim Israel
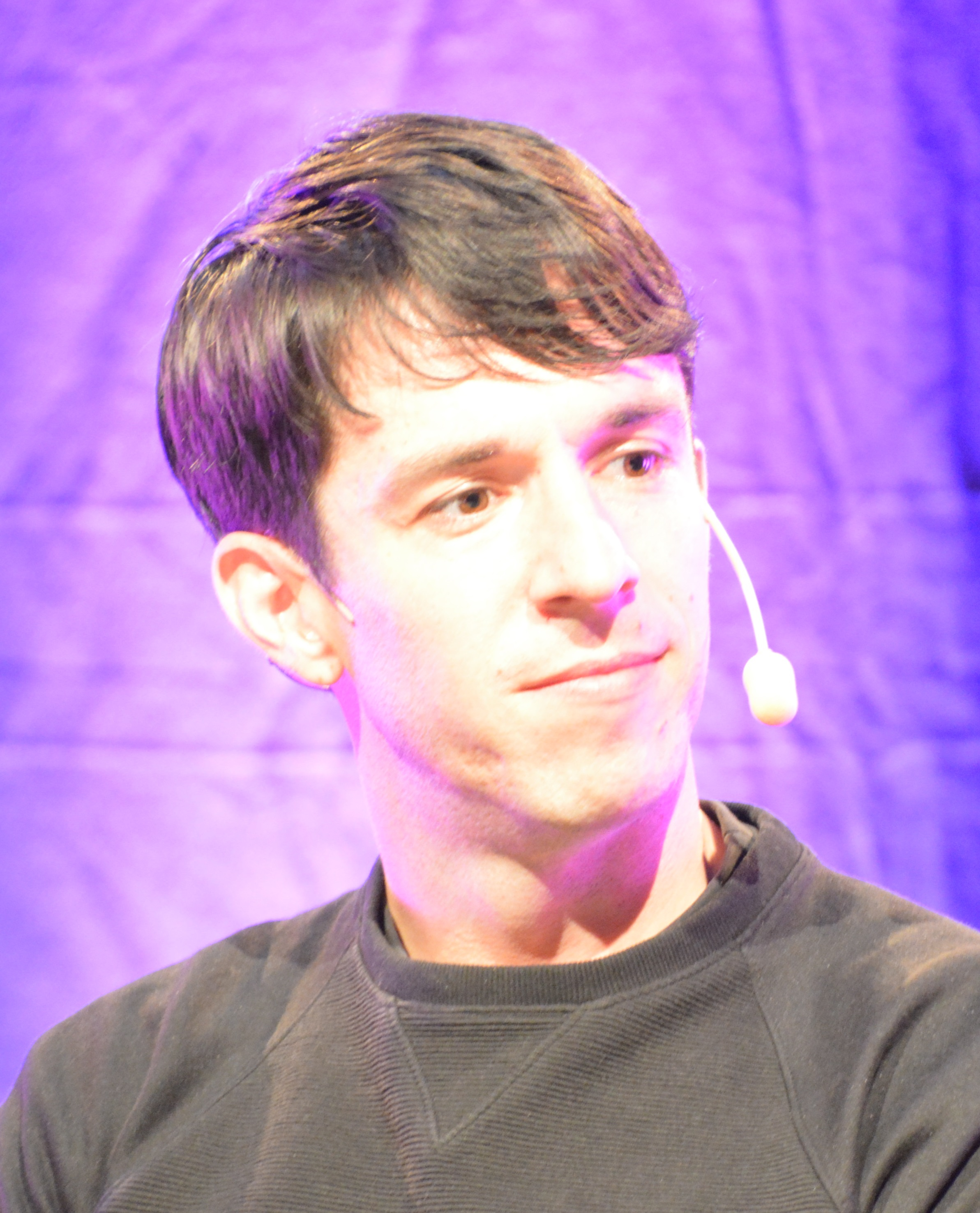
Roland Paulsen
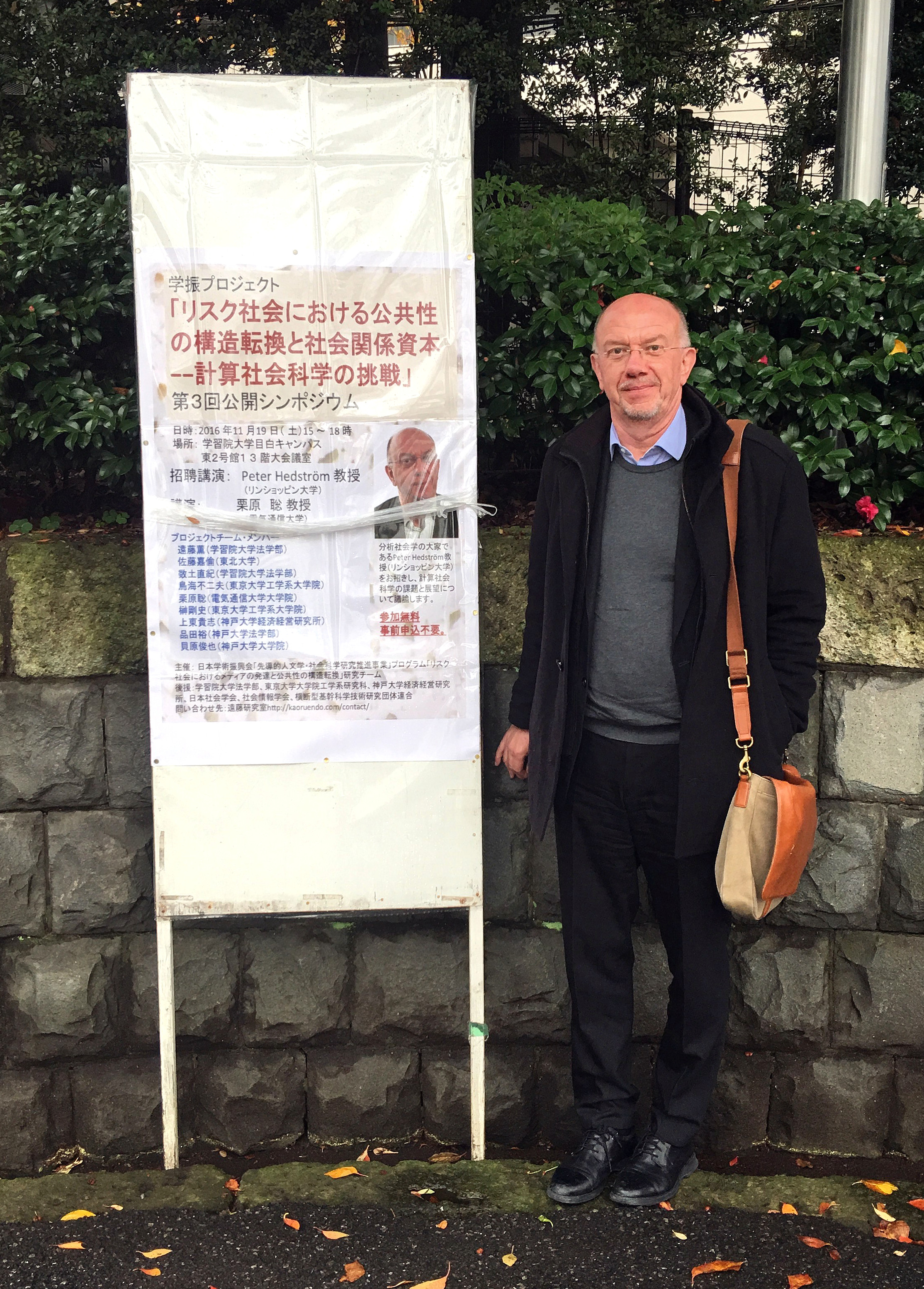
Peter Hedström
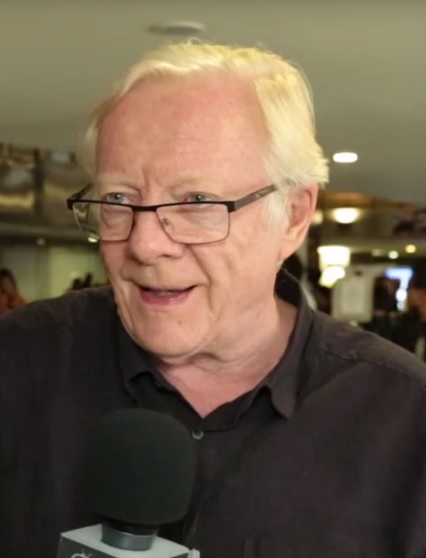
Göran Therborn
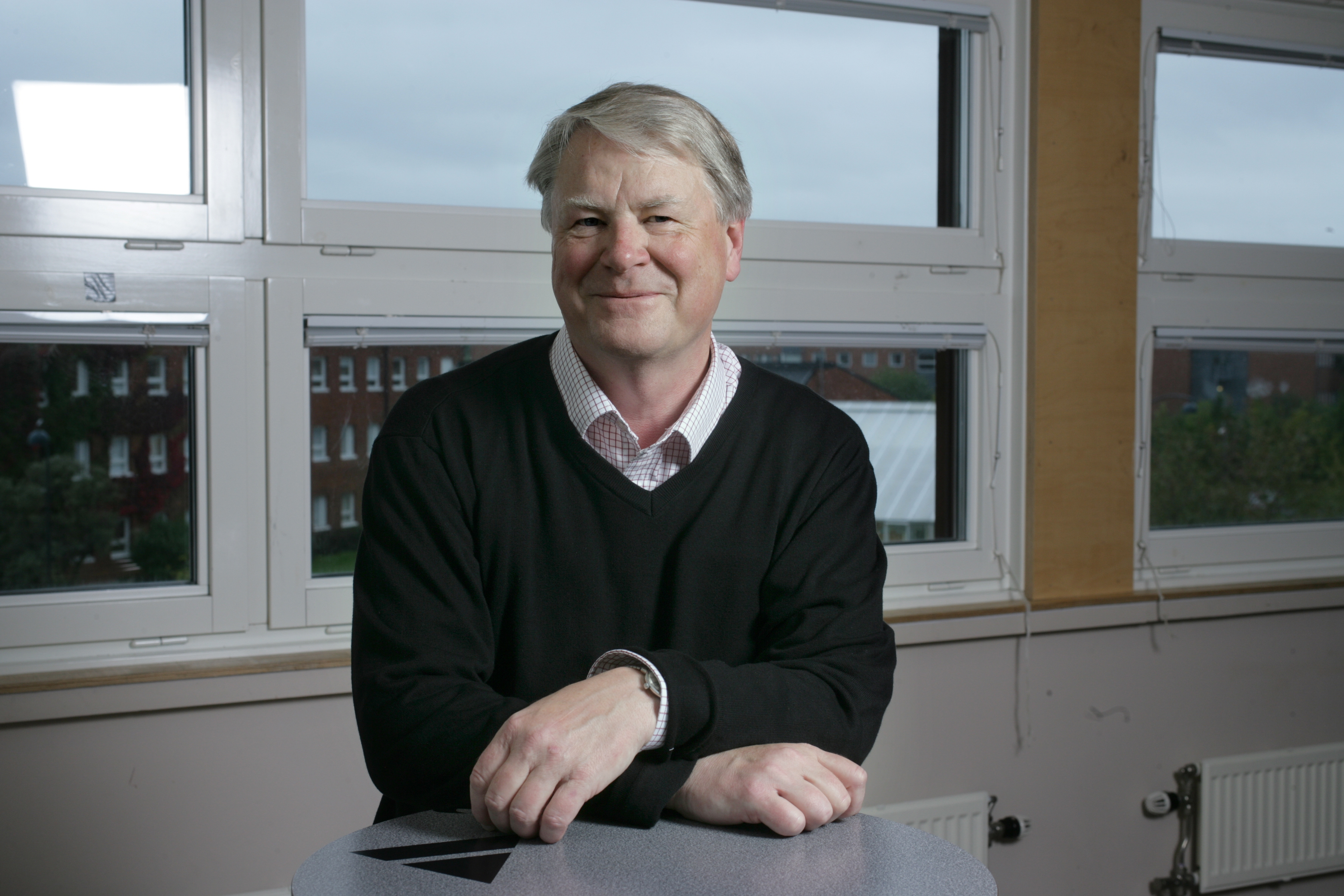
Anders Kjellberg
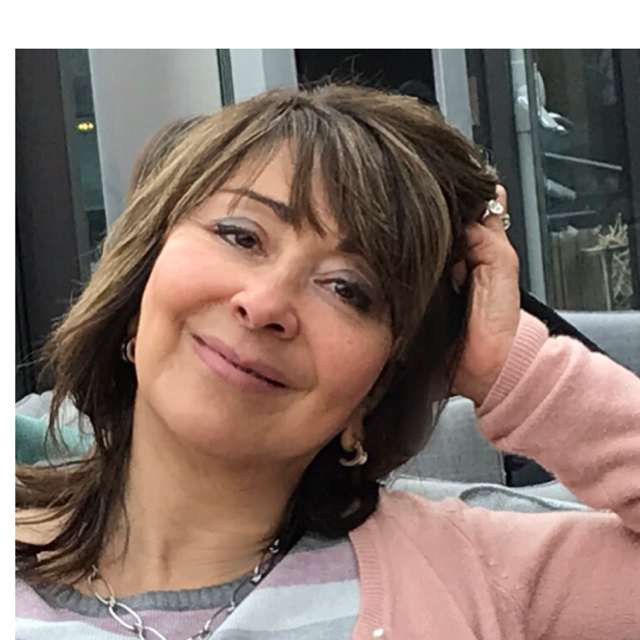
Fereshteh Ahmadi
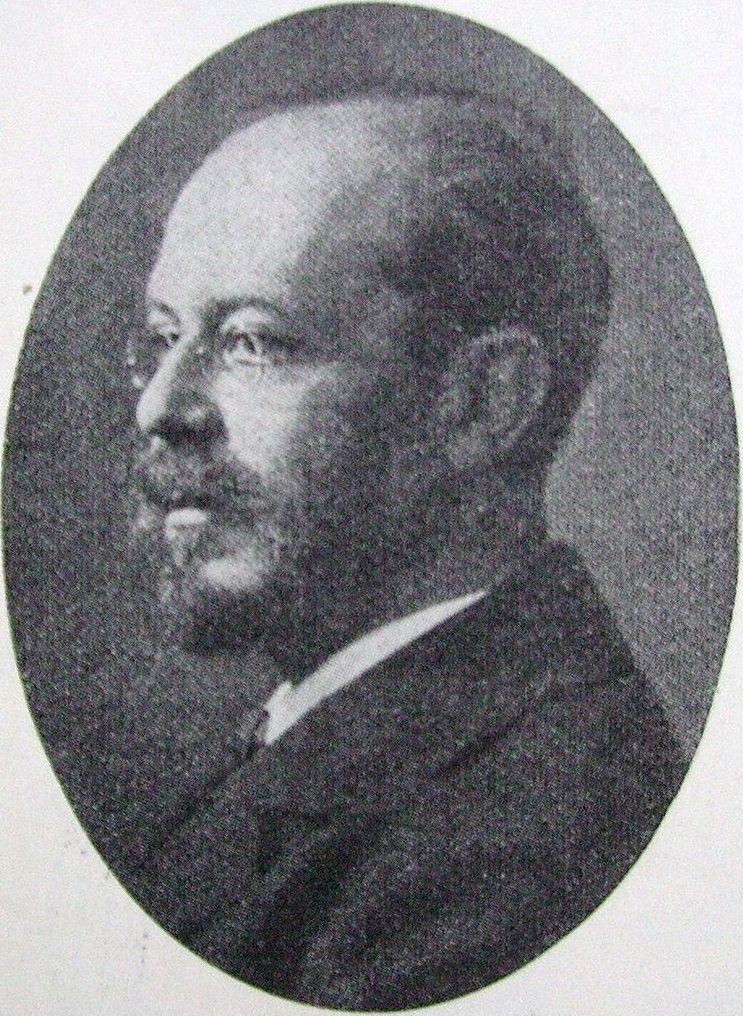
Gustaf Steffen

### Gymnasieämnet sociologi
Genom gymnasiereformen GY2011 infördes sociologi som gymnasieämne. Ämnet består av tre kurser: etnicitet och kulturmöten, sociologi respektive ungdomskulturer.
Antalet elever som läser sociologi visar en positiv trend sedan ämnets införande.

## Etymologi
Ordet 'sociologi' kommer delvis från det latinska ordet socius ("kompanjon"). Suffixet -logi ("studiet av") kommer från det grekiska -λογία, vilket härstammar från λόγος (lógos, "word" or "knowledge").  Termen sociologie myntades först av den franske essäisten, politikern och prästen Emmanuel Joseph Sieyès (1748–1836).